# コンクリート・レボルティオ〜超人幻想〜
『コンクリート・レボルティオ〜超人幻想〜』（コンクリート・レボルティオ ちょうじんげんそう、英称：Concrete Revolutio ~ Superhuman Phantasmagoria）は、ボンズ制作によるオリジナルテレビアニメ。
2015年10月より12月まで第1期が、2016年4月より6月まで第2期『コンクリート・レボルティオ〜超人幻想〜THE LAST SONG』（コンクリート・レボルティオ ちょうじんげんそう ザ・ラスト・ソング）が放送された。公式サイトなどでは『コンレボ』の略称が良く用いられる。

## 概要
異能の力を使う「超人」たちがそれぞれの目的を持って行動し、時に助け合い時に戦う世界を描く物語である。
超人達の力の源や特性は多岐に渡り、宇宙人に魔法使い、妖怪など幻想世界の住人や、科学が生み出した力を持つ者など、あえて統一されていない。また正義のために力を振るう判りやすいヒーロー もいれば人々に正体を明かさず闇に生きる者、一般的には悪と断罪されるヒール的な超人も多くおり、中には超人達を多数従え、組織的に暗躍する集団もいる。
本作品の世界観である架空の元号神化は昭和をモチーフとしており、本作品に登場する人物・事物・事件などは昭和に実在したものとその当時の漫画やテレビ番組などがモデルとなっている。原作者の會川昇はこれらが何のオマージュになっているか想像することも本作品を楽しむ要素の1つに挙げている。
このような混然一体雑多な世界観を用いているのは、會川がシェアワールド系SF小説『ワイルドカード』を読んだ際にインスパイアを受け、「現実日本における昭和時代後半（戦後）の歴史をなぞらえた世界観で、マンガや特撮にアニメなどで生み出されてきた、星の数ほどいる“ ヒーロー ”たちが全部同時に存在している物語を描きたい」という想いから生まれ、長年構想していた「超人幻想」という作品を基にしているためである。
本作の監督には、會川と過去にボンズや他のアニメ会社で良く組む（『鋼の錬金術師』・『大江戸ロケット』（アニメ版）・『UN-GO』など）経験を持つ水島精二が起用されている。また、「シェアワールド」という設定を活かすため、脚本には會川の他ゲストライターとして辻真先・中島かずき・虚淵玄が、キャラクター原案やSF的なデザイン造形には複数のクリエイター（いとうのいぢ・氷川へきる・平尾リョウ・海老川兼武など）が関わっている。

## あらすじ
超人は無垢なるものを救う ならば超人を救うものは誰か 彼らの名は『超人課』
現実世界とは異なる歴史をたどり、「神化」という元号を冠する時代の日本。過去に大きな戦争を経験し国土は灰燼と化したが雄々しく復興。「戦後」から20有余年が経過した現在、人々は高度成長期を謳歌していた。
この時代、世界各地では「超人」達が自分達の信念に基づき日々行動しており、社会に大いなる貢献をしている者も多いが、同時に大いなる脅威となりうる危険な者も、それらと同等にいた。
日本政府は超人達に普通の人間達が営む秩序を破壊されないよう、「超過人口審議研究所」を設立。超人達が道を踏み外す前に発見確保保護することにした。
「超人課」と通称されるこの組織に所属する者達は、やはり多くが超人であるが、一人だけ異能ではない人間もいた。その名は「人吉爾朗」。彼は何を思い、日々職務に勤しむのか。
ここに、超人達が繰り広げる饗宴が始まろうとしていた。
※ 物語の大まかな流れについては#年表の節を参照。

## 登場人物
※ 本作では「人吉が超人課に所属していた時代（S41年 - ）」と「人吉が超人課を離脱した後の時代（S44年後半ごろ - ）」という2つの時期で起こった出来事を適宜描いていく。本項ではそれぞれの時期における行動を分けて記載する。

### 主要人物
人吉爾朗（ひとよし じろう）
声 - 石川界人、鶏冠井美智子（幼少期）
本作の主人公。青年の男性。神化20年8月生まれ（20代前半→後半）。その出自には謎が多くあり、父親である人吉孫竹博士とは血のつながりは無い養子（元々は孤児だった）。自らを「超人に憧れる普通の人間」だと称しているが、物語の進展と共に、彼も秘められた「力」を持つことが明らかになっていく。
「牧大鉄君誘拐事件」（用語＞事象・事件関連参照）の際、かつて自分を救ってくれた超人・天弓ナイトが目の前で焼死するのを見たショックで当時の記憶を消失しているが、この時に心に強く刻まれた「超人を守れる人間になりたい」という想いは一貫して彼の行動の源泉となっている。しかしその純粋さは現実的な対応を迫られることの多い超人課とは徐々に合わなくなり、やがて後述する出来事により、独自の道を歩むことになる。
超人と相対する際には「奇Χ（キカイ）」と呼ばれるスーパーマシーン・エクウスを自由自在に乗りこなして対処することが多い（超人課を抜ける直前にエクウスが大破したため、抜けた後しばらくは身一つで活動していたが、後に修復された状態で取り戻し、再び愛機としている）。
エクウスでもどうにもならない絶体絶命の危機に瀕した時には、左腕に封印されていた何らかの「存在」（本人曰く、この世界の破滅を望む「怪獣」）を解き放つ奥の手を使うが、本来は彼自身にも制御不能な力であり、しかも使った後には意識を失い行動不能に陥る諸刃の剣であった（後に克服するが後述）。
【神化41年 - 】
神化43年の初夏から秋にかけて日本を席巻した「怪剣クロード」と「超人主義者」たちの騒乱の最中、超人課が自分の理想とする組織のあり方とは大きく異なっていたと知ったことや、「牧大鉄君誘拐事件」の真相を知ったこと、また同時期に魔女へと変貌した星野輝子を元に戻すため鬼野笑美と交わした約束により、同年10月、新宿で発生した大規模な超人主義者たちのデモ（「新宿擾乱」）を鎮圧しクロードと決着をつけた後、超人課を脱け野に下った。
【神化44年後半 - 】
危険分子として、かつての同僚たちから追われる身となっている。その理由に起因している超人課を倒すため、仲間になってくれる超人を探している模様。神化47年頃には「フューマー」（秋田大司の項などを参照）の制御により炎 を操り人間離れしたジャンプ力を発揮する、かつてエクウスに押し勝ったライト（柴来人）とも互角に渡り合うなど、自身の力を自在に操れるようになっている（ただし制御は完全なものではなく、常時使えるわけではない）。神化51年11月、秘密裏にウルティマポリスに招かれ笑美と対話し、全ての「超人」を敵に回すことを決意。「超人」との戦いを止めさせようとするS遊星人（白田晃）を倒し、全世界に向けウルティマポリスを「人外超人安住の地」と定め、自由を認めるよう各国に要求する声明を発表。沖縄決戦にて、牧大鉄が操るレックスFeとの戦闘中に暴走するも、輝子により救出される。その後、超人達を新たなエネルギー源として利用しようとする里見と交戦するが、彼の杖に仕込まれていたバイオデストロイヤーを、フューマー達が宿る左腕に浴びてしまい、封印していた「存在」が制御不能となったため、肉体が消滅した。
【神化53年 - 】
沖縄の事件の後消息不明。しかし、輝子は身体がないだけで世界のあちこちに広がって見守っている、と発言している。

星野輝子（ほしの きっこ）
声 - 上坂すみれ
普段は普通の女性。いざという時は一般物理法則をマジカルに逸脱する「魔法使い（魔女っ子）」に変身する。
ウルによれば別次元の支配者となるべき存在であり、そのために人間界で善行を積み、助けた人間と無自覚の内に契約を交わしている。
【神化41年 - 】
10代前半。当時は銀座にある喫茶店でウェイトレスのバイトをしていた。その店に職務で来た爾朗に協力したことをきっかけに、超人課に入ることになった。自分を下の名前で呼び捨てにする爾朗に少し不満を持ちつつ密かな好意も抱く一方、彼と深いつながりを持つ笑美の存在に思い悩む。
クロードと出会った際、彼の高潔な正義の心に触れ、彼の正体は爾朗なのだと思い込んでしまい、魔女となってクロードに手を貸してしまう（魔女になったのは用語＞その他＞鐵假面剱士」の節で後述するように、様々な要因も重なってのことであった）。だが新宿擾乱の際、鬼野笑美の怪異能力で魔女の力は分離され、元の姿に戻ることが出来た。
【神化44年後半 - 】
超人課メンバーとして職務をこなし、爾朗を追う。神化46年には20歳になっており、通常時も髪を長く伸ばしている。自分の魔界の力が失われていることは、神化51年に風朗太に指摘されるまで気づいていなかった。
【神化53年 - 】
27歳。残留組。超人が表舞台に立たなくなった時代だが、引き続き魔女っ子として活動中。風郎太や残留組の超人たちとの交流も続いている。
魔女輝子
魔女っ子とは全く違う、もう一つの輝子の姿。劇中では神化43年に怪剣クロードが行った惨劇を目の当たりにした際、精神的に不安定な状態に陥って初披露。
常に携えるバッグから根菜のようなものを取り出して食することで、妖艶な雰囲気を漂わせる「魔女」へと変貌する（喋り方も古風な位の高き者のようになる）。クロードはその姿を見て「魔界の女王となるもの」と称した。

ウル
声 - 大川透
輝子のサポートキャラ。普段は輝子の身体のどこか（胸の谷間など）に引っついている。見た目は起き上がりこぼしのような赤くて可愛い人形の姿だが口調は男性年長者のようで、笑美と肉体関係を持とうとするなど精神年齢もそれくらい。輝子を「星の子」と呼び、いろいろ指導をしている模様。形は任意に変化出来、輝子の飛行ユニット（赤いスクーターのような形状）になったりも出来る。魔女の輝子が命令すると、強制的に剣状の武器“ 彗星の尾 ”に変わる。
神化48年頃、輝子がオトナになったと判断し大きな魔法を自分で判断して使うように指導したが、その一方、彼女は「本質を失った」とも感じ、もはや女王候補とはなりえないと独白している。
神化51年、沖縄の事件の際、輝子の魔女の力を持ったままの笑美について移住組に加わる。またしても笑美に擦り寄っていたがつれなくされたようで周囲には笑われていた。
鬼野笑美（きの えみ）
声 - 豊崎愛生
ミステリアスな雰囲気を漂わせる妙齢の女性。だがヒトでは無く、スピリチュアルな存在が人間と交わることで生まれた「妖怪」（半妖）。様々な妖怪仲間を使役しており彼等からは「姫様」と呼ばれている。また「姿映し」という生まれつき持っている怪異的な能力で様々な別人の姿へ化けることが出来る（現在の姿もその一つが気に入ったから化け続けているに過ぎない）。元々は人吉孫竹博士の助手をしており、その流れで超人課実働メンバーの中ではリーダー的な立場にあるが戦闘に参加することは少なく、工作活動を主としている。
爾朗とは養子になりたての頃から家族のような付き合い（神化40年代前半までは博士の家に爾朗と住んでいた）で、爾朗が封印された「存在」を解き放ち行動不能に陥った際には、その「存在」を自分の手のひらに火傷を負いながらも辛うじて封印することが出来るようだが、なぜ彼女にそれが出来るのかなど、詳しいことは不明。
強大な「存在」を身に宿す爾朗を好いており、輝子については余り良い感情を抱いていないが、表面的にはそれなりに優しく接している。
風郎太（ふうろうた）
声 - 中村繪里子
見た目は金髪の小生意気そうな少年男子（外見的に老いることが無いため、実際の年齢は不明）。彼もまた妖怪の類であるが、笑美より少し俗っぽく「オバケ」と呼ぶほうが相応しい。得意技はトリや虫などに化けること（戦闘時はオオカミになることが多い）。
【神化41年 - 】
元々はある家に居候していたがイタズラが過ぎて追い出されてしまい、あちこちを気の向くままに流離っていた。その後、「黒い霧」事件（#各エピソードの主役超人＞タルタロス蟲人の記述を参照）に関わったことをきっかけに、押しかけ的に超人課に入った。
超人課では調査対象の超人たちに立場を隠して接触する役割を任されることも多く、神化42年には後述する「マウンテンホース」のアシスタントとして、神化43年には森野シゲルと同じクラスに潜入する捜査を行っていた。
【神化44年後半 - 】
輝子と共に超人課メンバーとして、爾朗を追う。かつての無邪気さは若干控えめ、そこそこ真面目な態度で職務をこなしている。
【神化53年 - 】
残留組。輝子やジュダスらとの交流は続いている。彼の姿を視認できる人間は、ほとんどいなくなってしまった。

芳村兵馬（よしむら ひょうま）
声 - 川島得愛
ハンサムな風貌の成人男性（30代後半）。超人課では豊富な戦闘経験を生かし、メインメンバーたちをサポートする立場についている。有事に際しては身体をヒョウのように変えて戦うこともあるため、超人課の面々は「ジャガーさん」とあだ名で呼ぶ。
また科学・物理学方面に関して天才的な頭脳と知識を持っており、エクウスも彼の発明によるもの。そして常に携行している懐中時計状の小型機械を使うことで、限定された条件下で時間を操作することが出来る「奥の手」もある。
本来は現代の人間ではなく、ある理由により時空をさすらう「タイムスリッパー」。20世紀末の神化日本へは3回訪れている。初めは25世紀に存在する歴史警察（いわゆる「タイムパトロール」。以下“ TP ”）の隊員（コードネーム「スーパージャガー」）として、次は非合法的正義執行集団インフェルナル・クイーン（IQ）のリーダー「アキラ」として、そして三度目の来訪時、超人を守るため人吉孫竹博士らと共に超人課を設立した、現在の「芳村兵馬」としてである（TP隊員“スーパージャガー”、およびIQ時代の“アキラ”については超人の節に記載）。なお自分が神化時代の人間でないという事実を知られることは歴史の流れに悪影響を与える可能性が高いため、誰にも明かしていない（自らの出自を知ってしまった星野輝子に対しては自らの正体を明かし、更に身体に関する秘密まで告白しかけている）。
いずれ「アキラ」が超人課を抹殺ターゲットにすることを予見しており、時が来れば「アキラ」を倒し現在の自分も消える決意を固めていたが、その機会が遂に訪れた際、輝子の用いたある策により、消失は回避された。神化40年代後半にも引き続き超人課に属し、人吉爾朗と何度か対峙している。
神化51年、超兵戦士隊に所属しレッドジャガーを開発、アースちゃん、ライトを破壊するが、開発にあたって先の時代の技術を仕込み、絶好のタイミングで時間流から排除され里見が孤立するように仕組んでいた。
神化53年、エピローグに、爾朗の気配を感じ空を見上げる彼の姿が見えるが、詳細は不明。
秋田大司（あきた だいし）
声 - 金尾哲夫
超人課課長である壮年男性。常に温和な態度と微笑みを絶やさない。独自のコネクションを持っており、どこからとも無く入手した情報を元に、メンバーたちを指揮する。
真の姿はガス状の不定形な「存在」であり、普段の姿は人間の「器」にこれが入り込んだもの（本人曰く、肉体を分解し星の海へと旅立ち、長き時の果てに地球に辿り着いた宇宙生命体「フューマー」）。同じような「存在」が別に二人おり（「人間・その他」の副節＞「内畑豊至」「島津星七」の記述を参照）、高密度のブレーンストーミングが必要な際には真の姿となり、その上で三位一体で輪っか状になった後に高速回転し、思考を高速で展開・共有する。
【神化43年後半 -】
神化43年8月、クロードによって「器」が斬殺され、「秋田大司」としては死亡したが中身の「存在」は健在。その後に三矢議員を亡き者にして身体を乗っ取り、引き続き地球に留まっている。上記の理由により、神化44年9月（第9話）の頃には超人課に「秋田大司」の姿は既に無い。
神化44年12月、「大阪地球博覧会」会場予定地の工事中パビリオン内で同族である内畑・島津の三名と揃って爾朗をおびき寄せ「器」にしようと襲撃するが、「存在」を開放した爾朗に三名まとめて倒される。しかしそれは超人と爾朗に対する「秋田」の贖罪であり、残り2名を巻き添えにした「自殺」のような行為であった。その後は三名の「力」のみが爾朗に宿り、彼の「存在」を制御することになる。
神化51年2月、沖縄の事件において里見との戦闘中にバイオデストロイヤーを浴びる。爾朗の身体は再生するが生命体であるフューマーの三人はそうは行かず、そのまま消滅、爾朗は制御を失うこととなる。

柴来人（しば らいと）
声 - 鈴村健一
物語の始まる数年前、悪の組織に拉致され殺害されるも、某・天才科学者（詳細は#人間・その他 > 田崎芳雄の記述を参照）が彼の記憶と人格を人間サイズのロボット（の人工電子頭脳）に移植。図らずも「サイボーグ」として蘇ってしまった男性。人間の姿のままでも怪力を発揮できるほか、全身の各部位に様々な兵器を内蔵している（指先のマシンガン、肘の小型ミサイルなど）。
時折、唐突に放歌することがある（電子頭脳の加熱を抑えるため定期的に熱を音波に変換する行為らしい）。
【神化41年 - 】
警視庁機動隊・超人対策班にただ一人所属する刑事。超人課とは上部組織が異なるが超人たちを相手にする実働組織である点は同じであるため、しばしば爾朗たちとは同じ事件を追いかけたり時には相対することもあった。未だヒトで無くなった事実を受け入れられず自身を人間だと主張して止まず、超人を敵視する。
サイボーグ化したことは庁内の人間でもほとんど知らない極秘扱いになっていたので、人間として捜査活動を行っていたが超人課の面々は相対した過程で正体を知っており、秋田課長は彼をしばしば超人として課に迎えようとしたが頑として応じなかった。
【神化42年2月】
連続爆破事件を捜査する過程で出会った少女・美枝子が事件のカギを握る「人造人間・乙號」と知り、彼女を追う超人課メンバー達と争奪戦を行う。
【神化46年11月】
超人課に出向し対超人部隊の指揮下の元、超人主義者たちの鎮圧掃討などを行っていたが、自身の矜持と相反した行為により電子頭脳に多大な負荷がかかっていた（人間で言うところの“ 悩んでいた ”）。この頃、鷲巣雄星と出会い彼の中に迷いのなかった頃の自分の姿を見出し、深層意識下で彼との同一化を望むようになる。そして鷲巣が爾朗と対峙し倒そうとした時、反射的に彼を破壊。鷲巣の頭脳チップを奪取し自らの電子頭脳と直結接続して“ 悩み ”から開放され、（本人の信じる）「正義」活動を行うことを改めて誓う。しかし鷲巣の破壊行為が警視庁上層部には“ 故障 ”と受け取られてしまい、処分されないために警察を出奔した。
【神化47年 - 】
人間形態のパーツを換装して外国人風の外観になり、表向きは探偵「ライト」と名乗り各地を飛び回っている。また「正義」活動の一環として腐ってしまった母国を目覚めさせるため「革命派」と手を組み様々な反政府活動を行っている（このことにより指名手配犯とされている）。
神化47年2月、南方から密かに日本に輸送されていた人造人間・丁号（半田馨）を奪い、事前に確保していた乙号と「合体」させることを目論むが、そこに現れた爾朗によって乙・丁號が作られた真の目的を教えられ、激しいバトルを繰り広げる（結果、メガッシンは奪えず）。以降、仲間というほどの関係ではないが爾朗とは協力することもある。
神化51年2月、沖縄の決戦に先立って、超兵戦士隊と戦闘になったアースちゃんを守るため彼女を守って逃亡するが、大鉄の金属操作とレッドジャガーの攻撃により大破。
【神化53年 - 】
人吉博士による再建を受けているが、まだ復活はしていない様子。
鋼鉄探偵ライト
来人のロボット形態（この名前を名乗るようになったのは指名手配犯になってからだが便宜上の呼称として用いる）。
この姿になれば本来の身体機能をフルパワーで発揮でき、超高速で動き敵を翻弄する。

人吉孫竹（ひとよし まごたけ）
声 - 三木眞一郎
爾朗の義父。超人を専門とした「超人民俗学」の研究を長年積み重ねており、数々の成果を発表し各界に名が広く知られていることから超人課の顧問にも就いている。超人課設立以前は世界中を股にかけた「冒険家」でもあり、その手のエピソードにも事欠かない。戦前より国の要請を請け、「超人課」の前身的な組織である「帝国軍」の「生田研究所」にいた過去を持つ。神化20年8月には広島で新生児状態の爾朗を保護し、後に養子としている。
【神化44年-】
“ 死亡 ”した秋田大司の代わりに超人課の実働メンバーとして、他メンバーに指示を出す形で活動するようになった。ただし「新宿擾乱」以降、超人課は国家公共保安部隊の対超人部隊の指揮下で活動することを余儀なくされたため、以前より相当に弱められた権限しか持っていない。
【神化53年 - 】
自宅のラボでライトとメガッシンの再建作業中。3年ぶりに帰ってきた千夏を迎えた。

### 超人

#### 爾朗と仲間になる超人
神化44年以降、超人課を抜けた爾朗と行動を共にしていることが劇中で確認出来る超人たち。基本的な方針は近いものがあるのだが、単純に「同志」というわけではなく、時に理念の違いから対立・小競り合いをすることもある。
白田晃
声 - 西田雅一
元々は普通の地球人男性（警察官だったようである）だったが、地球外生命体と融合し一心同体化して命を共有し悪と戦う「二人で一人の超人」。神化40年代初頭からは「グロスオーゲン」として活躍、後に共有対象を「S遊星人」に変えている。グロスオーゲンと分離する際には自らの命よりも彼との約束を重視したなど、正義感が極めて強く誠実・実直な人柄で強靭な精神力と意思を備える。また、爾朗と行動を共にすることがある超人たちの中では大人な性格であり、頑固あるいは過激な性格の持ち主が多い中で迷いや弱さにも理解を示す。他、遥アキの巨大化があった際には巨大化の不便さを伝えるなど、やや天然気味な顔を覗かせることも。
グロスオーゲンが故郷に帰るために分離した際死亡したと思われていたが、分離する直前、爾朗が回収していた仮死状態のS遊星人の肉体に憑依し、S遊星人の精神を自身の「正義を愛する心」で押さえ込むことで一命を取り留めていたことが、5年後の神化46年に判明している。以降も爾朗と共に行動することが多く、基本的には爾朗に協力的な態度・立場をとる傾向にある。基本的な活動方針として「怪獣や宇宙人の脅威から人々を救う」ことを定めているらしく、そのためならば我が身の危機も省みない半面、人間や超人同士のいざこざには干渉しないようでもあり、神化43年の「新宿擾乱」では爾朗救済以外の場面では傍観者に徹していた。
しかし神化51年2月、あくまで人類の側に立つ彼は沖縄で妖怪、怪人の側についた爾朗と決別。アーラエクウスと戦闘になり敗北する。
神化53年、残留組。マウンテンホースのショーを見に来ている姿が確認できる。
警官時代は制服、グロスオーゲン時代は切りそろえた髪形に無地の黒いスーツ、S遊星人憑依以降は伸びた髪を後ろに流し赤いジャケットに白のスラックスと、活動時代ごとにファッションの方向性が大幅に異なる。
また、変身の際にはグロスオーゲン・S遊星人のどちらの場合でも、星型の装飾がついたスティック状のアイテムを使い、虹色の光の柱と共に出現する。
グロスオーゲン
変身時に巨大化し、様々な能力を駆使して戦う超人。市民からは「怪獣退治専門の超人」「悪い宇宙人を倒す正義の超人」として人気がある。アステカ文明を彷彿とさせる赤い衣装、鳥のような指・爪・翼、炎を上げる頭にはくちばしを模したような仮面を持つ、緑の超人の姿をしている。最大の特徴は胸のところにある大きな眼の模様で、ここを元に爾朗が命名している。主に後述の「フレッド＆ホイル効果」と、巨躯に伴う身体能力、そして強烈な火炎攻撃を武器としている。
白田晃とは瀕死の状態にあった際に遭遇、彼に命の共有をしてもらうことで命を救われ、代わりに宇宙人や怪獣から地球を守るため、協力する約束を取り付ける。
特筆すべき能力として、「フレッド＆ホイル効果」と呼ばれる効果を用いて、感知することのできない時間の隙間に自身と敵を転移させることができる。
神化41年7月に肉体が限界を迎え、爾朗が輝子をスカウトしたその日、S遊星人との戦闘を最後に故郷へと帰っていった。
彼自身がどのような理由から地球に墜落し死にかけていたのか、その理由については最後まで不明であった。
S遊星人（エスゆうせいじん）
声 - 逢坂力
とある遊星（惑星）から地球に飛来し、密かに地球侵略を企てていた超人。さそり座X-1 に基地を持つ。しばしばグロスオーゲンと街中で巨大化して戦っていたようである。巨大化のほか、人間に擬態することも可能。両掌を交差させて熱光線を発射する、触れたガラスを破壊する、目から催眠波を放つ、飛行能力など、多様な能力を駆使して戦闘を行うことが出来、一部は人間に擬態した姿でも披露している。
黒く細身の金属質な人型の身体に、発光機能を備えた無数の青い突起物（一部は意思に応じて伸縮可能）を備えている。目・口に該当する部位は発光部位含め名残のようなものがみられるのみで、基本的には人間とは異質な存在。その一方で、輝子の魔法を非常に高度な科学技術と誤認し驚くなどの面も見せる。
神化41年に現れた個体は、敗北後前述の通り白田晃と同化しており、神化46年時点ではしばしば正義の超人として怪獣を撃退しているようである。同化の影響によって元々黒だった肉体部は白ないし銀に、青色だった体中に走るライン・突起物が赤色に変わっている（形状も鋭く鋭利になっている）。また、本来の能力とは別に「フレッド＆ホイル効果」を用いて感知することのできない時間の隙間に自身と敵を転移させる、両手首を交差させて放つのは青白い熱光線ではなく炎（あるいは炎状の光線やエネルギー）となっているなど、グロスオーゲンの能力を継承したかのような特徴が見られる（巨大化のシークエンスも変化している）。また、それ以外にも両手を十字に交差して放つ光線で暴走したロボットを停止・結晶で封印する光線も使用している。
また14話では超人課に捕獲された際、白田の身を案じてエネルギーを温存していた、という話が白田自身の口から明かされる。そのため、経緯は不明だが神化46年11月時点では白田とは和解し協力関係にある様子。

人造合体メガッシン（じんぞうがったいメガッシン）
戦前、帝国軍の生田科学研究所で極秘裏に開発された人造人間。青とピンクに彩られた人間型ロボットの姿をしている。
通常は男型「丁號」と女型「乙號」に分離しているが、合体し一つになることで爆発的なパワーを発揮することが出来る（当初は合体することで広範囲を破壊する人型爆弾だと思われていた）。軍は敵国での諜報・破壊活動などを目的として科学者たちに造らせたが、彼らが人工頭脳にプログラミングした「正義」の心は誕生後数十年の時を経て合体することで蘇った。
二体揃って以降は、乙号が行っていた「八束重工」製の軍用ロボットに対する襲撃を再開しつつ、爾朗へ協力する。神化47年4月には爾朗・ジュダスと共に生田研究所分館を襲撃し、安置されていたアースちゃんを強奪している。
プログラムされた「正義」に忠実な存在であり、それ故に「正義」から外れるものには容赦のない面が強い。その一方、相手の中に「善」と「悪」が両立している場合はロジックエラーを起こすため、手を出せない。
ライトの猛攻を受けても破損しないほど頑強なボディ、内蔵されたビームやミサイルを用いる攻撃、また格闘戦力においても優れた力を発揮する。それだけでなく、合体と分離を使い分けることでトリッキーな戦闘を行うことも出来る。
神化51年2月、超兵戦士隊が正義ではないと断ずるが、大鉄の金属操作によりショート、両者とも行動不能になった。
神化53年、人吉博士のラボで再建を受けている。
興梠美枝子（こおろぎ みえこ） / 人造人間乙號（じんぞうにんげん おつごう）
声 - 阿澄佳奈
神化42年、来人が出会ったセーラー服の少女。造られてから直ぐ引き離されてしまった半身・丁號を探していたが、なぜか来人にも心を揺り動かされてしまう。その後、彼女の正体を知った超人課と来人が確保しようとするが、逃避の果て新宿副都心建設予定地（淀橋浄水場跡地）に残っていた浄水池に身を投げ、自爆。だがこの爆破は偽装であり、実は浄水池底の最下層に潜り全機能を眠らせ身を隠していた。来人は建設予定地で働いていた知人から少し後で事実を知らされ、発見後に眠らせたまま秘匿していた。
神化47年、合体後「爆弾」にさせようと来人が連れてきた丁號（半田馨）に引き合わせることで目覚める。
覚醒以降はその「正義」のプログラムに則り意志が強くなり、上述の容赦のない面が顔をのぞかせるようになる。
ロボットとしての姿はピンクカラーの女性型。
半田馨（はんた かおる） / 人造人間丁號（じんぞうにんげん ていごう）
声 - 小西克幸
美枝子（乙號）と共に作られた男型の人造人間。製造後は乙號の存在も知らされず南方の地に送られ一兵卒として戦争に参加。終戦したことも知らず、数十年間の潜伏生活を送っていた。
神化47年、同じような境遇を別々に過ごし発見されたある元・陸軍兵士と共に密かに帰国。直後に来人が身柄を奪い、乙號に対面させる。
ロボットとしての姿は薄青カラーの男性型。

アースちゃん
声 - 竹達彩奈
「人間衛星（ヒューマンサテライト）」 の異名を持つロボット。見た目は小さく可愛いが振るう力は巨大怪獣を振り回せるほど強い。ロケット型に変形する機能も持ち、通常形態を超える高速飛行が可能。電撃には弱く、ジュダスとは相性が悪い。神化26年から活躍している古株の超人で、一般の市民にも良く知られ、また他の正義と悪の両超人達から一目置かれている。普段は地球の大気圏を衛星のように軌道周回し、人々の助けを求める思いに反応し世界中のどこへでも急行する。
本質的には正義の味方というより、助けを求める者を味方するようにプログラミングされている。故に複雑な善悪の判断は難しすぎるようで、人間が行う悪事や嘘に対して融通が利かず、苛烈なまでに追及する（例としては、会社の悪事で体を壊され復讐に奔り人質を取った男の言い分を聞いても人質を優先する、金庫破りが助けを求めれば協力する、環境汚染で呼吸困難の者がいれば原因となった工場を破壊する など）。
長きに渡り、この世に存在する生きとし生きるものを超人・人間・動物の区別無く助け続けてきたことで、世論は正義か悪かはっきりしない事件に際しては「アースちゃんがついた方が善」と拡大解釈されつつある。
ジュダスとの一件で輝子と一時的に行動を共にした際、彼女から「機械でも夢を見られる金平糖」を貰い、その際に見た夢 を大事に想っている。
神化43年「新宿擾乱」の際、ボディに多大なダメージを負い機能停止。その後に生田研究所分館へと送られ安置されていたが、神化47年4月爾朗たちにより強奪。同年10月頃には復活し、爾朗と行動を共にしている（これ以降、外装が以前よりも暗色系のカラーリングに変わる）。復活後も融通が今ひとつ効かず、ニンゲンマンを庇う爾朗と小競り合いをしている。
神化51年2月、超兵戦士隊の攻撃を受け機能停止。人々が苦しまないと力が得られない矛盾に耐え切れなくなっており、輝子に助けを求めていた。
神化53年、ジュダスのラボで再建を受けている。デビラとデビロが彼女の口を借りて、地球の危機を伝えている。
三純光（みすみ ひかる） / ジュダス
声 - 立花慎之介
右目や手を包帯で巻いた超人青年。電気を発する能力を持っている。その力は同系統のフリーズの比ではなく、ベテラン超人であるアースちゃんを一撃でショートさせるほど強力。また、全身を電気に変換し、各所に瞬間移動することもできる。
元は優秀な大学生であったが思う所あり武装強盗団ダイヤイーターのメンバーになる（当時は「怪人」だった）。アースちゃんとの戦闘で改心を決意し、ある時期から超人課のスパイとしてダイヤイーター壊滅に貢献する。神化42年、超人刑務所から釈放後、超人課に登録し超人として活動しようとするが、かつて嘘をついたことを許せないアースちゃんは彼の改心を認めず、事あるごとに彼を倒そうとする。
【神化46年11月 - 】
学生の頃の知識を活かし、国家に敵対し追われる身となった超人たちを治療する「超人専門の闇医者」になっている。外見は右目を機械状のパーツで隠し、左手は黒い手袋をはめ、右手は金属製の義手になっている。
治療とは別に爾郎と共に行動。爾朗、メガッシンとともに生田研究所分館を襲撃し、安置されていたアースちゃんを強奪（神化47年4月）したり、特別な血液製剤 を遙アキ（アラクネ）に投与し、彼女に巨大化の能力を与える手術なども行っている。爾朗とは協力関係に近い状態にあるが、他の超人と異なり、彼自身は正義や善のためといった目的ではあまり動いておらず、ダークヒーロー的な面が強いキャラクターとなっている。言動もかつてよりシニカルであり、また喫煙するなどすれた面が強く見られる。
神化51年、沖縄の事件においても最期まで爾朗の側。アーラを駆り、S遊星人に苦戦するエクウスと合体しこれを退ける。
【神化53年 - 】
ラボでアースちゃんの再建作業中。アースちゃんの口を借りて危機を警告してきたデビラとデビロの言葉を、風朗太に伝えた。

#### 爾郎と敵対する超人
音無弓彦（おとなし ゆみひこ） / 牧大鉄（まき だいてつ）
声 - 村瀬歩
金属を操る能力を持った超人。かつて天弓ナイトが彼を誘拐（とされる）した際、マスコミの殺到を避けるため、事件終結後、本名「牧大鉄」や戸籍、経歴を変えた過去を持つ（後に本名に戻す）。
悪人かどうかをその人物の事情は考慮せず「ルール（法）を逸脱したかどうか」だけで判断、分かりやすくはっきりさせようとする傾向がある。「新宿擾乱」でも破壊行為を行う超人主義者たちを「悪」とみなし警察に与し、彼らの鎮圧に助力する。後年、お尋ね者となっていた爾朗と再会した際にも「クズになった」とまで言い切っている。それと同時に、正しいことを常に求めるがために自分の置かれる状況に煩悶することも多い。
【神化40年代前半】
当時は少年探偵超人として活動。「秘密探偵BL団」の仲間たちと共に鋼鉄の巨人「ギガンダ―7」を超人能力で動かし悪事を解決する。超人課のリストには未登録だが、警察からは各種事件解決の協力者として、見て見ぬふりをされている。
「ルシファーの瞳」からの依頼をきっかけに、生存の可能性を微量に信じていた「天弓ナイト」を誘い出すため、彼の遺品強奪計画を開始。この過程で爾朗と一時的に共闘した。
【神化46年10月 - 】
超人主義者たちが起こす破壊活動の鎮圧などを目的とした「超人警備保障」なる民間組織を立ち上げ、しばしば超人課と共に活動するようになる。この頃には試作段階だった巨大奇Χの遠隔操作用オープンフェイス型ヘルメットを被るなど、自らの超人パワーの使い方に若干の変化が見られる。
神化47年10月には新たな巨大奇Χ「レックスFE」が完成、以降は石川や東京・府中などでこれを駆り爾朗と何度か戦闘する。被るヘルメットも赤地に緑のバイザーがついたフルフェイス型ヘルメットに変わった（このヘルメットの詳細は「用語」＞超人関連＞クロードの「怨念」を参照）。
神化51年2月、ついに天弓ナイト死亡の全容を知ってしまう。沖縄で妖怪たちとともに蜂起した爾朗と戦闘するが敗北、爆発寸前のレックスFeに閉じ込められるが、絶体絶命のところをBL団の仲間たちに救出される。
【神化53年 - 】
残留組。天弓ナイトの姿で森野家の居間のTVに映っていた。活動しているのか俳優になったのかは不明。

秘密探偵BL団（ひみつたんていビーエルだん）
音無弓彦と行動を共にする少年少女たち。メンバーは「リン」（声 - 前田玲奈）、「サキ」（声 - 菊地瞳）、「モリィ」（声 - 桑畑裕輔）、「ヒデアキ」（声 - 重松千晴）。なお「BL」は「ボーイズオブライト」の略。
新宿擾乱以降は弓彦と袂を分かったようであり、神化49年には閉店したフリーゾーン・「花鳥堂」の空き家に他の「訳あり超人」達といるのが確認されている。
神化51年2月、爾朗とジュダスのアーラエクウスに敗北し絶体絶命の大鉄を救出。その後も彼とともにこの世界に残った。
クロード
声 - 関智一
ドクロを模したヘルメットで顔を隠す超人で、通称「怪剣クロード」。体内で金属を精製し剣などの武器を自由に作り出せる能力を持っており、その剣で乱麻を断つように物事をズバッと曝く（ヘルメットにはその能力を増幅・制御する機能があり、これが壊れると彼の身に重大な危険が及ぶ）。
神化43年、横須賀港に突如として現れ、米海軍の超人型潜水艦アンタレス号を一刀両断。非人道兵器の本質を曝いたことを機に、札幌の病院で惨殺事件を起こすなど、神出鬼没の行動を各地で起こすが、これらは超人が国の道具とされる現状を憂うが故の行動であった。
彼が曝いた国家による超人能力利用の真実と、超人へ向けて訴えかける「正義・自由・平和」の心は、やがて若い超人の正義感を反戦・反米・反体制へ向けさせ「超人主義者」と呼ばれる集団を生むこととなる。
クロードという存在は、あくまでもその正体である「長川神」が演じていた「仮想人格」だが、後年作られた「量産型ヘルメット」のアバターとして「蘇る」（詳細は「用語」＞超人関連＞クロードの「怨念」を参照）。
爾朗は東﨑倫子から量産型を借りて被り、自分のインナースペースと向き合った際、失われていた過去を幻視し「クロード」と対話。その場においてクロードは自身を「長川神が憧れた“ ある超人 ”」に対する幻想がモデルとなっていると語っている。
長川神（ながかわ じん）
声 - 長南翔太
普段は府立八方高校の高校で教師をしている青年男性。魔界にも関わりがあるようで、以前から星野輝子に風邪の薬として根菜のようなものを適宜提供していた。
かつては人吉家とも親しくしており、爾朗の親友であったが、「牧大鉄君誘拐事件」の際に彼も誘拐され、やがて秘密裏に小笠原群島（ボニン諸島）の超人研究所へ送られ、身体を徹底的に改造される。
クロードとして活動を起こしたもう一つの理由は、天弓ナイトが目の前で死んだショックにより、自分が親友であったことを含め当時の記憶をほとんど喪失している爾郎に接触して「牧大鉄君誘拐事件」の真実と、「本当の正義」を教えるためでもあった。
神化43年10月の「新宿擾乱」では暴徒超人鎮圧用奇Χ・アラネアの一機を奪い、エクウスに乗った爾朗と死闘を繰り広げた果てにヘルメットが壊れた状態で能力を使い、金属精製が暴走。全身が金属化してしまい息絶えた。

鷲巣雄星（わしず ゆうせい）
声 - 山寺宏一
外宇宙の知的生命体によって造られたアンドロイド戦士。宇宙の犯罪超人を追跡・捕獲することを主な行動目的としている。
神化46年11月、重要犯罪宇宙超人であるS遊星人を捕縛・処刑するための使者として地球にUFOで飛来。超人課と協力しS遊星人を拘束することに成功するが、S遊星人と同化している白田晃を救うために乗り込んできた爾朗と交戦。倒す寸前までいったものの、柴来人の「暴走」によって逆に破壊されてしまった。
基本的には気さくな態度で接する人物なのだが、正義は一つであると信じ、その正義のためには公開処刑も辞さない冷徹な面がある。

#### 物語のキーとなる超人
爾朗の生き方に重要な影響を与えたり、直接関わりは無いが物語の主軸に重要な方向性を与えたり何らかの形で関わる、人間ベースの超人たち。
天弓ナイト（てんきゅうナイト）
戦後まもなく現れた超人。正体は最大の特徴である三日月状のバイザーのついたフルフェイスマスクで隠され「誰も知らない」が、悪をくじき人々を救うその姿は、敗戦に打ちひしがれていた人々の心に勇気を与え、「誰もが皆知っている」人気超人となった。劇中の主要人物らも爾朗や来人など、活躍時代に少年だった者にとっては憧れの対象だった。
メタリックホワイトの装甲スーツに身を包み赤いマントをなびかせて華麗な戦闘術で悪を倒すのが基本だが、「三日月銃」と呼ばれる特殊な光線銃をはじめとした武器も使う。移動手段は流線型フォルムの専用大型バイク（名称不明）。
神化38年、「牧大鉄君誘拐事件」の首謀者として命を落としたが、それは超人課創設にも密接に絡んだ謀り事の結果であり、真実は犠牲者としての死であった（用語＞事象・事件関連＞牧大鉄君誘拐事件を参照）。
彼の存在自体が本作最大の謎の一つであり、そもそも超人であったのかどうかすらも諸説ある（用語＞事象・事件関連＞天弓ナイトのマスクを参照）。
南零一（みなみ れいいち） / 超能キッカー（ちょうのうキッカー）
声 - 相楽信頼
「超能キッカー」を名乗り、超能力を使い悪と戦う少年超人。普段は高校一年生の男子生徒として府立八方高校（略して“ 八高 ”）に通う。超能力だけでは無く、ミサイルも備え付けた飛行バイク・光線銃など数々の科学的な装備も駆使する。
ソ連超人ガルボイが八高に墜落した際、彼と志を同じくするクロードが現れ国家が超人に対して行った「真実」を知ったことをきっかけとし、「超人主義者」として仲間たちと共に決起する。
【神化46年11月-】
「新宿擾乱」以降も超人主義者の筆頭的立場として、各地でアジテーション活動を行っていたが、思うところがあり数年ほど世界各地を巡る旅に出る。神化49年8月に帰国、かつての仲間から日本における超人の危機的状況を知り、NUTS暴走時に事態収拾の協力をした。
神化51年2月、妖怪たちとともに蜂起した爾朗を白田、委員長とともに止めにくるが戦闘になってしまい、爾朗のちからの暴走に巻き込まれ撃墜される。
【神化53年 - 】
委員長と、新たな仲間を加え、3人で超人活動を継続中。

スーパージャガー
25世紀の警察組織、タイムパトロール(TP)の隊員。自由歴史主義者を名乗る犯罪者を排除し歴史を守るため20世紀に派遣された、後の芳村兵馬その人。偶然超人課の作戦中の兵馬と同じ現場に出現してしまったため、彼を目撃し不審に思った輝子に捕まり、未来の自分である兵馬に引き合わされるはめになる。輝子とともにその後の自分の辿った数奇な運命を聞かされる。輝子が兵馬の消滅を防ぐために彼が持っていたタイムウォッチを人吉博士に引き渡したことで、兵馬、アキラとともに時間軸上の重要人物となる。期限の一週間が過ぎ、自動的に25世紀に引き戻されたが、上司（声：広瀬有香）に「今の僕は「超人」と呼ばれていますか?」と尋ねた。
兵馬の回想で、IQのアキラを捕らえに来たスーパージャガーが出てくるが、彼がどういう時間を辿ったかは不明。
インフェルナル・クイーン
通称「IQ」（アイキュー）。“ Q ”と呼ばれる組織の支持者たちが独断で“ 悪 ”と認定した対象を即座に“ 抹殺 ”する「非合法的正義執行集団」。その執行対象は普通の人間と超人を別け隔ていないが、強力な攻撃力を持つ超人に対抗するため、様々な超科学技術を用いた武力を保有している。
アキラ
声 - 川島得愛
IQの現場リーダーであり、神化日本を二度目に訪れた際のスーパージャガー（後の芳村兵馬）。タイムパトロール（TP）の任務を重ねるうち、「過去で“ 悪 ”を根絶すれば25世紀の世界をより良き状態に出来、結果として歴史を守れる」という考えに至り、TPを抜けてIQを設立し多数のターゲットを葬ってきた。当初は米大陸を中心に活動していたが神化43年の春に支援者「Q」たちが超人課をメインターゲットに認定したため来日。他メンバーと共に都内で戦闘を繰り広げる。最終的には超人課の兵馬によって倒された。
ナナ、マリ
声 - 平井祥恵、亜城めぐ
アキラと共に行動するIQ実働メンバーの女性たち。アキラが倒されIQが事実上組織崩壊した後も引き続き日本にとどまり、新宿擾乱時には帝告の働きかけで超人主義者としてデモ隊に参加。超人たちを扇動した。その後は逃亡・潜伏を続けていたが神化49年には帝告が再び接触を図り、マリが強引にNUTSパイロットにされた（ナナの行方は不明）。

ストレンジパワーリスクマネージメントオフィス
通称「SPR」（エス・ピー・アール。英語表記“Strange Power Risc Management Office”）。「サイエンサー」を自称し、限りなく科学に近づいた魔術を使い、怪奇現象の謎を解き明かすため日々活動している。主要なメンバーはリーダー的存在のヒゲの超人・滝誠介（声 - 田中正彦）と女性の超人・高原楓（声 - 嶋村侑）、計二名（この他、アシスタント的役目を持つ子供のようなメンバーも数名所属）。
本来の活動のほかに警察庁から正規に嘱託を受け、柴来人のロボット体を適宜メンテナンスする仕事も行っている。この関わりから、怪剣クロードの正体と目的を調べるため、来人に協力して事件の真実究明にも協力した。
神化51年、爾朗達の蜂起に際しては、爾朗の力を開放し別の世界に行くという妖怪たちに協力していたが、事件後はこの世界に残留している。
赤光（しゃっこう）
声 - 木内秀信
内閣府が所管する国家公共保安部の内組織・「対超人部隊」（通称・国家公共保安隊）の部隊長。赤いヘルメットと黒い布状のマスクで顔を隠しており、その素顔は杳として知れない。風郎太には「タルタロス蟲人に全然刃が立たなかった」と揶揄されていたが、赤光本人は忍者を思わせる武器や体術を使い、獣化した兵馬と張り合い、IQとの戦闘では飛行バイク5機をあっという間に全滅させるほどの腕利き。
神化43年の「新宿擾乱」以降は国が超人を徹底的に取り締まる姿勢を示したことを受け、超人課を直接指揮下においてメンバーたちに（柴来人を含む）あれやこれやと煩く関わるようになった（この時期からは、非実戦時に素顔を晒すこともある）。
神化51年2月、超兵戦士隊に所属。沖縄で蜂起した爾朗を拘束しようと乗り込むが、拘束ではなくまるごと異世界に排除したい里見に、ヘルメットに仕込まれたバイオデストロイヤーによって消滅。一連の事件でもっとも理不尽な死に方をした人物になってしまった。
徹底した軍人気質であるだけでなく、国の方針には絶対服従の姿勢を見せる。加えて、国に従わない超人には露骨な嫌悪感・差別感情を見せるため、提携して動くことの多い超人課からもあまり好意的な態度はとられていない。彼自身、超人課にはある種反発意識を持っているところもある様子。
エンジェルスターズ
神化42年にデビューした女子ロックバンド。帝都広告社の各方面への根回しにより、戦後初めてマスメディアで公式に「超人」としての芸能活動が認められている。メンバーはボーカル「ジャッキー」（声 - 大橋彩香 / 歌 - ささかまリス子）、ギター「ローズ」（声 - 深川芹亜 / 歌 - 上花風裏）、ベース「クラウディア」（声 - 沢井美優 / 歌 - キャンディスン）、ドラムス「ファニー」（声 - 香坂さき / 歌 - 思春ももせ）、そしてキーボード「アラクネ」（声 - 明坂聡美 / 歌 - 舞川みやこ）の5人。
歌唱も含めて演奏する音楽をエネルギー波のような攻撃力にすることが出来、マウンテンホースたちが大永製菓に侵入した際には彼らと対峙した。
その後、人気絶頂期に理由を明かさず突然解散してしまった。ジャッキーはソロシンガーに転身、引き続き歌手活動を行っているが、残り4名は様々な「その後」を送ることになる（詳しくは「#各エピソードの主役超人＞遙アキ・朴埜真里」を参照）。
しかし神化51年2月。超兵戦士隊として沖縄の蜂起を鎮圧に向かったジャッキーの窮地を他のメンバーが救出。死んだファニー以外のメンバーが、数年ぶりに一堂に会した。
立花繁（たちばな しげる）
声 - 中博史
日本において終戦後、程なく総理大臣に任命された男性。以後30有余年に渡って首相の座に就き続けている。古き英雄・鐵假面剱士であった影胡摩を南極から日本へと移送・復活させるよう手配した。
影胡摩の弟・影進之進（声 - 逢田梨香子）を祖とする一族の末裔であり、微弱ではあるが動物を操る超人能力を有している。超人が政治家として堂々と活動するのは「機能秘密法」により難しいので、そのことは隠しつつ、議員たちの心を「類まれなる人心掌握術」で掴み支持を得てきた。しかし近年マスコミの金満疑惑報道により身辺が騒がしくなり政権維持に焦りを感じたため、鐵假面剱士を蘇らせ神化日本で再び活躍させた後、自分が彼女の（親族の）子孫と明かし話題性で疑惑を消し飛ばすことを目論んでいた。
ゼスサタン復活未遂騒動の後、彼の後ろ盾だった帝告の里見に見限られ、超人であることを世間に暴露される。超人の存在を公に認めなかった日本の首長が実は超人だったという「不都合な真実」は、長過ぎた彼の時代に痛恨の一撃を与えたが、その後「中東戦争」が勃発した影響で発生した「オイルショック」の混乱でそれどころでは無くなったため辛うじて総理のイスは守りぬく。
死に体の政権を維持する人気取りのため、「強大な戦闘能力を持つ過激超人を取締まるためには強力な力を有する“ スーパーロボット ”が必要である」という名目のもと「NUTS」の輸入を決定。神化49年初夏には超人警備保障に委任する形でNUTS試験運用を開始するが、その直後、NUTS輸入時にマスターウルティマと交わした「密約」がマスコミにバレる。NUTSを造った米トライズ社から総理への不正献金疑惑（NUTS疑惑）もオマケに付き、今度こそ本当に止めを刺された。

#### 外国の超人
マスターウルティマ
声 - 櫻井トオル
米国の天才科学者超人。宇宙人（ヒューマー）と地球人のハーフだが見た目はほぼ宇宙人。人類の科学力ではありえない短時間で太陽系を行き来出来るロケットを持つ。神化42年には火星で捕獲した数種類の宇宙怪獣を地球に持ち込み、米軍はこれを実戦配備している。
神化42年夏、怪獣軍団を乗せた米空母とともに日本に寄港しようとした際、アースちゃんに阻まれる。このことがきっかけとなり、世論は怪獣の戦争利用反対へと傾いていくことになる。
爾郎の中に宿る「存在」のパワーを欲しており、長川神に「クロードのヘルメット」を与え爾郎に相対させる・脱走米兵マレル曹長と共に行動する爾郎の確保をカロルコ大佐に命令するなど、影で様々な画策を実行している。
なおクロードのヘルメットに用いた超人能力増幅機能は後年さらに改良を施され、「レックスFE」やスーパーロボット「NUTS」の操縦用に使われることになる。
神化50年10月、旧世代の超人である妖怪、神々をエネルギー源とするシステムを開発し、大超人博を隠れ蓑にウルティマポリスに多くの妖怪たちを狩り集めるが、その事実を知った笑美が激怒、妖怪たちとの激しい戦闘の末殺害されてしまう。
基本的には銀色の不思議なスーツに身を包んでおり、素顔も隠している。そのため、一見するとそういう姿の宇宙人であるかのようにも見える。
ガルボイ・ライカー
声 - 最上嗣生
史上初めて生身での宇宙飛行に成功したソ連の英雄超人。重力や磁力を用いて空中や宇宙空間を高速移動する能力を持つ超人飛行士で、レーダーには映らない。神化39年10月にオアフ島の米海軍太平洋艦隊司令部を宇宙から攻撃せよという指令を民間人の被害を考慮して拒否したため、党中央委員会から反革命分子と見なされ訓練センターに左遷されていた。命令拒否後に党中央委員会を批判した際の「全ての超人は地球のためにある、それ程までに地球は美しい」という演説が有名になっている。
神化43年8月にクロードの呼びかけに応じて日本に飛来、小笠原へと向かう途中マスターウルティマと航空自衛隊の待ち伏せを受け負傷。府立八方高校の敷地内に墜落し、駆けつけた南零一へ日本と米国が秘密裏に行っている超人への横暴な行いを知らせた後、力尽き息絶えた。
「四人組」
神化30年代後半ごろから、全世界規模で人気を博していた四人編成のロックバンド。彼らの奏でるエレキギターの旋律や歌を聞いた観客は「心の窓」が開放されるように感じられ、特に感受性の強い若者の一部においては、遥か遠くの人の心を感じ取れるかのような超人的能力発現の兆候が見られる。
神化41年6月に訪日し、日本武道館でコンサートを開催。前座として登場したコミックバンド・マウンテンホースとバックヤードですれ違ったことで、メンバーたちのその後の人生に大きな影響を与える。
ジャングルオペレーションエンフォーサーズ（JUNGLE OPERATION ENFORCERS）
略称「JOE」。神化40年代前半頃より東南アジア某国周辺で続く地域紛争に介入した米軍が、敵国のジャングルに潜むゲリラ超人掃討を目的に組織した特殊部隊。
隊長はじめ全員が超人だが、アンタレス号で行われた実験と同様、人権を無視した「（相当に）強引な」サイボーグボディ への「強化改造」が施されている。
（人吉孫竹博士の見立てによると、この改造により全員かなりのストレスが蓄積し情緒不安定な状態にあるという）
彼らが暴走し世間に存在が明るみに出る前に部隊を丸ごと「処理」し、闇に葬ろうという米軍上層部の意向により、神化49年7月には戦場から撤兵し日本の横田基地内に移送、隔離（表向きは駐留）状態にある。
カロルコ・ワイルダー大佐
声 - 中田譲治
JOEを指揮する部隊長。彼自身もサイボーグ改造された超人。日本で軍から脱走したマレル曹長を確保するため、超人課に捜査協力を依頼する。
軍上層部の思惑は承知しているようだが、彼独自の思想と矜持に基づき「燃え尽きるまで」戦い続けることを誓っている。
ジョナサン・マレル曹長
声 - 関口英司
JOE部隊に所属していたサイボーグ超人兵士。軍人となったあと自身の信じる正義を実現するためJOE入りし、改造手術を受け東南アジアで戦っていたが、泥沼化し終わりの見えない状況の中、祖国とは全く異なる土俗的な空気に満ちた敵国とその地で生まれた超人ゲリラに恐怖心を抱くようになる。
部隊が日本の横田基地に「駐留」した時を見計らい脱走。爾朗と出会い母なる国へ帰る手助けをしてもらうことになる。しかし既に彼の心は壊れかけており、戦場で体感したような霊的な「何か」に満ちた日本の地で再び恐怖に囚われ遂には暴走、武装を展開し追撃してきたJOE隊員および数名の日本人を殺害した後、カロルコ大佐によって「楽にしてもらい」、遺体という形で帰国することになった。

東南アジアの超人たち
JOEが戦った現地の超人たち。仮面を被り霊的な加護を得て巨大な獣人と化し、ゲリラ戦法を駆使して戦う。
この他、日本で言うところの「妖怪」的な超人もおり、彼らは捕獲され研究のためにJOEと共に横田基地に隔離されていた。マレル曹長が暴走し日本人を殺めてしまった際は、このうちの何人かが犯人に仕立てられ射殺され「日本に流入した外来妖怪の凶行」として処理、真実は隠蔽された。

#### 各エピソードの主役超人
一部の超人は後のエピソードにも端役として数回登場している。
タルタロス蟲人（タルタロスちゅうじん）
人類が誕生する遙か太古（約3億年前）、先住種族として地球を支配していた「巨大昆虫」の末裔たち。両生類・爬虫類との種族抗争の果てにその座を負われ大半は滅びたが僅かに生き残り、それらが進化した存在であると推測されている。
ある理由から神化41年の東京で突如として蹶起。国会議事堂に誰も入れない「黒い霧」を発生させ占拠したが、人吉孫竹博士が南米で戦前に“ 巨大昆虫の墓場 “とでも言うべき夥しい死骸の山から発見していたウイルスが彼らにとって絶命的な効果があると推測。当時、超人課に入ろうとしていた風郎太だけが「黒い霧」の中に入り込める能力を持っていたため、彼が黒い霧の中でウイルスを散布。ウイルスは予測通りの効果を発揮し、死滅した。
見た目は昆虫そのままのものから、人型に進化したものまで多数存在する。
カムペ
声 - 水樹奈々
タルタロス蟲人の女王。触角や複眼化した目を除けば見た目は比較的人間に近い身体形状だが、生態については幼態からサナギを経て成態へと変容するという、昆虫的なライフサイクルで生きている。
【神化41年】
当時は幼態の時期。東京を大きな黄金のカブトムシ（的な姿）に化けて偵察していたところ、本来の力を発揮出来なかったため人間に安々と捕獲。デパートの屋上にある昆虫売り場で十万円の値を付けられ見世物になっていた。そこにたまたま通りかかった風郎太がイタズラで逃してやったことを恩義に感じ、本来の姿で礼を言う。その後、風郎太が「黒い霧」事件を解決するため（カムペの仲間とは知らず）タルタロス蟲人たちを駆除した後は最後の生き残りになってしまった。
【神化47年11月-】
長らく行方不明だったが、実は東京・府中郊外のある野原で成態になるためサナギと化していた。サナギの形状が人間の女性の「顔」のように見えたこともあり、若村一勇の娘・夕子はこれを「ママ」と呼び、時おり亡き母親へ接するように親しげに語りかけていた。
同年12月、サナギの眠る地でニンゲンマンと化した一夕と各組織の小競り合いがあった際、夕子の呼びかけに応じ成態として羽化。騒ぎの元凶であるセイタカアワダチソウを丸ごとその場から消し去った後に飛び去り、再び行方知れずとなる。
神化48年、風郎太に再会。仲間の仇を取ろうと襲撃するが、爾朗に説得された後、風郎太に「今の私たちは友達になれない」と語り、その場から去る。
神化51年2月、笑美、爾朗らとともに沖縄で蜂起。事件後は笑美たちとともに異世界に移住する。

ガゴン
巨大怪獣。元々はインド洋上のある島に棲息していた「巨大原人」で（ガゴンとはその島の言葉で「大きい人」の意）、その体にはギガントピテクス・ギガンテウスの特徴が見られる。戦時中は日本軍が使役していたが、米軍とアメリカの超人たちによって一度は倒される。しかし戦後、ある組織が保管していた心臓から特殊な血液製剤を用いて肉体の大部分を再生することに成功、一部を機械で補完した状態（通称・ギガントゴン）で蘇る。ギガントゴンは神化34年に某・国際陰謀団に奪取されてしまい東京を蹂躙したが、超人・天弓ナイトによって倒された。
神化41年1月、とある町で子供たちと仲良くしていた「ガゴン」と呼ばれる小さな怪獣が発見される。このガゴンは人にも良く懐き、おとなしい。その正体は、ギガントゴンの死骸から早川博之少年が発見し育てた幼体だが、何らかの理由でヒトと同程度のサイズで成長が止まっている。なお、この小型ガゴンに対し通常のガゴンは「ビッグガゴン」と通称されている。
ガゴン（養殖体）
ガゴン（小）から抽出した細胞を培養し、本来の巨大怪獣体に成長させたもの。外部からリモートコントロール機械で自在に操ることができ、機能を停止させることもできるため、安全に大型トラックなどで各地に移動させることができる。
松本は養殖体を犯罪組織に売りつけ資金を稼ぎ、怪獣で世間に一泡吹かせようと目論んでいた。
メガゴン
声 - 拝真之介
さる筋から松本が密かに入手していた、米軍が沖縄へ配備予定だった宇宙怪獣の死骸が、驚異的な細胞再生力を持つガゴン（小）と融合した「合体怪獣」。死骸の蘇生には養殖時に用いた細胞賦活剤 を注入している。本来はガゴンの細胞のみを融合させる予定だったが、細胞賦活剤の注入と同時に死骸がガゴン（小）を取り込んでしまった。
神化42年8月8日、怪獣電波社の面々やシンパたちと共に新宿界隈を練り歩き、松本が呼んだテレビ局が流す実況中継で視聴者にその姿を見せるアジテーションを行うが、その直後、国鉄新宿駅付近で超人課が仕掛けた、米軍用燃料を積載した貨物列車の脱線炎上 に興奮して暴れだす。最終的にはエクウスに乗り込んだ爾朗によって駆逐された。

マウンテンホース
神化41年6月「四人組」の来日公演で前座を務めた4人編成のバンド。大バンドの前座にも関わらず、コミックバンドとしての持ちネタをすべて披露し観衆を呆然とさせた。そのバックステージでハルのギターが四人組の楽器と接触したことで4人全員が超能力に目覚める。ＴＶ等でバンド活動を続けるために超人であることは秘密にしており、超人課にマークされるが「特に危険なし」として見逃されていた。所属レコード会社の杉本プロが帝都広告社と契約していたことから、超人絡みの事件に巻き込まれてしまうことになる。
神化44年時点でも3人で浅草のキャバレー等で活動を続行中。神化53年でも活動継続、帝都広告社の重役となった倫子の大プッシュを受けて、ディー生存時の音源も大々的に再発売されている。
ドン
声 - 三宅健太
マッシュルームカットの男性。マウンテンホースのリーダー。担当はドラム。ハルとフリーズの喧嘩に巻き込まれてひどい目にあうのが定番ネタ。能力は「失礼します」のキーワードで、あらゆるものを通りぬけ潜りこむこと。身体に触れていれば他人も一緒に素通りできる。抜けた先が狭い場所でも問題ないようだが、普通に口にするキーワードなので意図しないところで発現してしまう。必ず客を笑わせるのが信念で、二流でも三流でもいいからそんな仕事をするのをポリシーとしている。超人課の誘いも帝都広告社の誘いも「笑えねえよ」と断った。「大阪地球博覧会」のイメージソング担当を餌に口止めを図る東崎に激怒、大永製菓に侵入し超人の未来を守るが、ディーを喪ってしまう。既婚者で、神化41年時点では奥さん（声：清水はる香）から転職を勧められていた。メンバーの中で唯一の戦前派らしく、戦後の超人に対するマスコミの変化も知っていた。なお、メンバー全員事務所からかなりの額の前借りをしていたようで、それをディーの香典代わりとして踏み倒している。
ディー
声 - 勝杏里
ヒッピー風の容姿の青年。マウンテンホースのピアノ担当。コントの終わりに「チャンチャン」と弾くとピアノが倒壊、「何なんだろなぁ」と4人で肩をすくめて落ちとなる。能力は身体の金属化。能力の発動中は動けず、通常の金属以上の頑丈さがあるわけでもないので、例えばずっと銃弾を受けていると痛くなってくる。音楽でもコントでも、とにかく一流になりたいと考えていて、何度かドンと衝突している。また、超人の力に目覚めた際にもその使い方について真剣に考えており、他メンバーと比較してまじめすぎるきらいが見える。大永製菓に侵入した際は金属化とハルの念動力を組み合わせて巨大ロボットを破壊するが、その後のエンジェルスターズとの戦闘でドンとハルをかばって爆死、メンバー唯一の犠牲者となってしまう。
フリーズ
声 - 高橋研二
前髪で片目を隠した青年。マウンテンホースのベース担当。口数が少なくクールに見えるが失敗が多くそのことでハルと喧嘩になるのがコントの基本展開。能力は電撃の発生だが出力が低く、コント以外には電気治療くらいにしか使い道がないと思われていたが大永製菓への潜入時には鍵の一部を破壊したり、電熱線をまいた大量のチョコレートを熱により溶かして野望を阻止するなどの活躍をしていた。ドンのことは深く信頼しているようで、帝都広告社の打診を断った時も反論無く頷いていた。
ハル
声 - 野島健児
くせっ毛の青年。マウンテンホースのギター担当。明るく、メンバーのムードメーカー。能力は念動力だが当初は制御しきれておらず、一度動かしたものを止められないので、金属化したディーを引っ張った時はそのまま押しつぶされていた（神化44年時点ではコントロールできているようで、爾朗のコートを踊らせて遊んでいた）。

遙アキ（はるか あき）/ヒカリナイト
声 - 明坂聡美
元・エンジェルスターズ（AS）のメンバーで、当時「アラクネ」と名乗っていた女性。ASの活動時、メンバーの一人である「ファニー」（朴埜真里）と女同士の恋愛関係を結ぶが所属事務所に発覚。ASを売り出すバックスポンサー的存在だった「帝都広告社」の意向によりASは解散、彼女は事務所も解雇されてしまう。
その後、ファニーが謎の「死」を遂げたことで精神的に不安定な状態に陥り、ある理由から地球人に化けて潜伏していた宇宙超人たちを手当たり次第に超人能力（音波攻撃）で斬殺するようになる。逃亡中、闇医者ジュダスに治療を受けていたが一時的に秘密病院を閉めることになった時、その場に居合わせた爾朗と共に数日ほど過ごした後、帝都広告社の命により彼女を「始末」しようと来たジャッキーの襲撃に遭いローズとクラウディアと揃って逃亡。
この頃は本人の意思によりジュダスの強化改造手術を受け、巨大化し金属状のアーマーに身を包む能力も使えるようになっている（この状態を“ ヒカリナイト ”と呼ぶ）。
神化51年2月。爾朗の蜂起に協力せず、仲間たちともにジャッキーの危機を救う。いぶかるジャッキーに「爾朗は天弓ナイトの仇だ」と答えている。なお、この時ヘルメットを天弓ナイト風のものに変更している。
エンジェルスターズ脱退後はその原因となった事態もあってか、すれた態度と皮肉っぽい言動を見せている。「正義」を語る爾朗を青臭いと笑うも、彼女自身は「誰かの正義で動くのが嫌になった」とも語っており、以降は自由に生きれる道を探していくこととなる。
朴埜真里
元ASのドラマー「ファニー」だった女性。アラクネ（遙アキ）との不祥事が発覚しAS解散後、死亡したとされる。しかしその死因は報道されていない。
畑山・森野家
世田谷の桜新町付近で古美術商店「もりの屋」を営む「森野家」4人と「畑山家」3人、あわせて7人の合同家庭。しかし畑山家の世帯主・稔は長らく不在状態が続いている。
7人は全員が地球誕生と共に現在の姿のままで生まれ、そのままの姿で数十億年という悠久の時を生きてきた不老の能力を有しており、見た目と実年齢は全く一致しない。そして外部からの攻撃的な働きかけ（銃弾・高圧電流・肉食昆虫など）が全く効かない、不死というレベルすら遥かに超越した不滅の肉体を持っている（仮に肉体を完全に滅したとしても、すぐに復活する）。そのため定期的に住む場所を変え周囲の人々に怪しまれないようにしていた。
神化42年の秋には当時住んでいた川崎の家に隣接していたエーテル工場の爆発事故に遭い家に釜の一部が墜落。本来ならば全員死亡レベルの災害であったが全員軽いヤケド程度で済んでおり、超人課に不死超人と疑われてしまったため救急車を奪って逃走、暴走の果てに丹沢渓谷付近で車がガケに落ち行方不明となっていた（その後、密かに現在の居住地に落ち着く）。これはテレビでも大きく報道されたが、当時は行方の知れなかった稔へ自分たちの存在を知らせるため「サイン」を送るという意味合いもあった。
神化53年時点でも相変わらず日本で生活している。家族で、天弓ナイトに扮した大鉄の姿をTV視聴していた。
畑山稔（はたけやま ミノル）
声 - 高橋研二
畑山家の世帯主。
神化16年12月に勃発した「大戦」の際、家族の戸籍調査を免除してもらうことと引き換えに志願兵となり出征、ハワイで米軍と交戦中に捕縛、そのまま日本人捕虜第1号となる。米軍は彼の不滅能力を徹底的に研究したが、ついに解明できなかった。
神化44年9月、米軍から解放され日本に帰還、家族のもとに送られるがそれは彼ら一家の解析不能な不老不滅能力を恐れるあまり、まとめて消滅させようと目論んだ米軍の企みであった。一度は奇Χ兵器・バイオデストロイヤーが放出した特殊薬液によって消滅したが、家族揃って直後に復活。事態を呆然と見届ける超人課と（課を抜けた後の）爾郎の前からどこへともなく去っていった。
畑山早苗（はたけやま サナエ）
声 - 渡辺明乃
稔の妻。専業主婦。稔とは相思相愛の仲で、彼が帰ってくるのを誰よりも心待ちにしていた。
畑山メグミ
稔と早苗の子。
森野耕作（もりの こうさく）
声 - 坂本くんぺい
森野家の世帯主。
森野ブナ（もりの ブナ）
声 - 佐藤智恵
耕作の妻で、サナエ・シゲル・ワカバの母。すべての真相を知って「もりの屋」にやってきた超人課と爾郎たちに「（数十年ぶりに再会する夫と妻の邪魔をするとは）人の心が無いのか」と諌めた。
森野シゲル（もりの シゲル）
声 - 小林真麻
森野家の長男。サナエの弟でワカバの兄。
森野ワカバ（もりの ワカバ）
声 - 五十嵐裕美
森野家の次女。サナエ・シゲルの妹。彼女たち一家を調べるため「もりの家」に潜入していた風郎太が少し好意を寄せていたが、一家でバイオデストロイヤーを止めるため一度「死ぬために」赴く際「自分は貴方よりズッとおばあちゃん」だと告げ、去っていった。

スリーバードメン
神化47年2月、札幌で開催された「冬期国際スポーツGP札幌大会」（国スポ）においてスキージャンプ200m級部門の日本代表として出場した「バードメン」と呼ばれる「スポーツ超人」三名。少々気性の粗いガンバ（声 - 柿原徹也）、素直な性格のシン（声 - 内山昂輝）、ドレッドヘアーのコブラ（声 - 増元拓也）（各キャラ名は通称で本名は別にある）。
開催前月の札幌・光の森シャンツェで練習中、謎の雷雲から雷撃を喰らい、頭にファンシーな花が生える「人体開花現象」に遭う。ジャンプに影響は無いが余りにも見た目が格好悪いため特にガンバが激怒。日本代表選出時に一方的な確執を持っていたテストジャンパー・雨戸幸一の仕業と思い込み彼へ嫌がらせをする。ただそれは自分の身体を改造してでも国スポへ賭ける彼の感情の熱さからくるもので本質的には真面目なスポーツマン。人体開花現象がピリカッピの超越神力によるものと理解し事態が解決した後には素直に雨戸へ謝罪。翌月の大会本番では見事に金・銀・銅メダルを彼ら三人で独占する快挙を成し遂げた（金がシン、銀がコブラ、銅がガンバ）。
なお、スリーバードメンの具体的な超人能力は劇中で描写されていないので不明だが、成人の雨戸をガンバが片手で軽々と持ち上げることが出来るくらいの肉体強化は成されている。
神化51年には三人で超兵戦士隊に所属。
デビラ、デビロ
声 - 行成とあ、佐倉綾音
地球の地底深きマントル層付近を住処としている、強い力を持つ妖怪（あるいは悪魔）一族の姉弟（姉がデビラで弟がデビロ）。
デビラは人間には全く関心が無かったが、神化47年11月に北陸で発生したトンネル事故発生の原因と目されたため、鬼野笑美が独自に彼女とコンタクトを取ろうとする。
デビロは姉よりも幼く身体的には人間の少年に近い形状だが、ボーイソプラノのような美声には妖力があり、散文的な言葉を発するだけでも周囲の人間たちを魅了してしまう。トンネル事故の同時期、新宿駅西口地下広場に忽然と出没。「声」で通行人たちを魅了したため目立ってしまい、赤光ら対超人部隊が捕縛しようとする。
デビロの地上出没は姉のようにヒトと異なる姿（成態）へと変容する時期が近づいたため、「幼年期の終わり」に人間の世界を見てみたいという純粋な好奇心から生じたもので悪意は全く無かったが、彼の危機を察したデビラも地上に現出。直後、成態になったデビロと共に天に昇り、宇宙から地球を共に見守ることにした。
神化53年、ジュダスのラボで再建中のアースちゃんの口を借り、地球に迫る危機を警告した。
二人の成態は人魚あるいは半人半蛇（半竜）のような姿となっている。
影胡摩（かげこま）
声 - 大空直美
300年前の日本（十七世紀頃）において、悪の魔物・ゼスサタン率いる一党と戦っていた「戌耳少女剣士」。
もともと普通の人間だったが後述する経緯で「鐵假面剱士」となり長きに渡る戦いの果て、ゼスサタンを封印。その後、見聞を広めるため「世界の果て」を目指し日本を出国、テラ・アウストラリスへと赴いた後、消息を絶つ。
時は流れて神化48年、「南極大陸」と呼ばれるようになった彼の地において、日本の観測隊々員が氷漬けでありながら命が保たれている状態でいるのを発見。日本に移送された後に日本国首相・立花の思惑で私邸にて解凍され眠りから目覚める。
その後、爾朗とライトが「ゼスサタンの残党」だと吹きこまれ彼らを倒そうと一悶着あった際、偶然高松塚古墳周辺でゼスサタンと共に封印されていた宿敵・竜神アサヒの石板が納められた古墳が発見されたと知り、衝動的に封印を解こうとしてしまう（後述するように、彼女とアサヒには敵味方を超えた切ない想いの交流があった）。しかしこれは爾朗らの説得により思い留まった。
この過程で古き知己・ジャガー之介（芳村兵馬）と再会し、彼からタイムウォッチ を使って過去に帰ることを提案されるがこれを断り、再び「世界の果て」を目指し旅出った。
神化50年10月。旧世代の超人たちをエネルギーにしようとするキャプテンウルティマに捕縛されるが、笑美によって救出。その後妖怪たちの蜂起に加わる。事件の後は、笑美たちとともに異世界に移住。露骨に笑美に擦り寄るウルにドン引きしていた。
基本的に真面目で正義感が強く、真っ直ぐな人物。
鐵假面剱士（てっかめんけんし）
影胡摩が「來迎鐵假面」と叫ぶと彼方より飛来する、神獣（後述）の力を顕現させた鎧を纏った姿。神獣を象った鎧が特徴。
彼女が300年前の日本である村の長の娘だった頃、ゼスサタンの魔の手から人々を守ってもらおうと村の守り神（神獣）に身を捧げたが、その清冽な魂に感じ入った神獣が彼女と一体化し、戦う力を授けた（以降、通常時においても若干ケモノ的に「戌耳」や「しっぽ」が生えた姿になっている）。
戦いで磨いた冴える剣技に加え、戌型弾頭を多数発射する「剱士ロケット」や神獣の力を最大限に解放する必殺技・「剱士ビーム」の威力は凄まじく、当たればあらゆる敵を消滅させる。
※ 漫画作品『鐵假面剱士』との関連性については、「用語＞その他」を参照。

#### その他の超人
ダイヤイーターリーダー
声 - 下田レイ
武装強盗団ダイヤイーターの女リーダー。古代文明の超兵器であるステッキ状のレーザー銃「アタシのダイヤ」を持つ。多数の怪人を従えて世界各地でダイヤをはじめとした貴金属を盗みまくっていたが、正義と悪の狭間で揺れ動くジュダスが超人課に情報を流したことをきっかけとして組織は壊滅。その後逮捕された模様。
ルシファーの瞳（ルシファーのひとみ）
声 - 坂本くんぺい
天弓ナイトの宿敵。何度も日本を滅ぼしかけた悪の超人。正体は旧ドイツ軍の科学者とも中国の魔術師とも言われていた。その後にひっそりと引退して一般人として過去を隠して暮らし、神化43年の時点では只の中年男性である。娘に正体を怪しまれたため、秘密探偵BL団に疑惑を回避する工作依頼を持ち込むが、これが「“ ルシファーの瞳 ”復活偽装事件」のきっかけとなる。
サーブライ 、ノーネーム
声 - 不明、最上嗣生
コンビを組んで戦う無精ヒゲを生やしアイマスクを付けた超人二名。かつては正義の超人として悪と戦っていた（第1期でもモブ的に数回登場）。「新宿擾乱」以降は超人に対する世間の冷たい目に耐えかね悪事に手を染めようとするが、爾郎にそのたび阻まれている。神化51年、妖怪たちの蜂起に加わらなかったために追われていた動物系超人たちを救出。「やっぱり人助けはいいなぁ」とコメントしている。
サーブライは侍風の格好をしており、ノーネームは西部劇のガンマンに近い服装が特徴。
アップダウン、ズマナン、コモリン
声 - 子安武人、高口公介、高仲祐之
デビラとデビロに仕える地下世界の妖怪たち。
アップダウンは人間の世界（地上）とデビラの世界（地下）を繋ぐ秘密のエレベーターにいる案内役。乗客の身分によって態度をコロコロ変える。ズマナンはデビロを守る「影の妖怪」。道路やビルを水のように自由に「泳ぐ」ことが出来る。髭を振るうと大地震を引き起こす。コモリンはマントル層でも平然と移動が可能な「乗り物妖怪」。笑美がキャプテンウルティマを殺害した後、みなで爾郎を沖縄へといざなっている。
ジャックフラッシュ
声 - 檜山修之
デビラとデビロに連なる一族（作中では「デビラ族」と呼称）の妖怪が人間と合体した超人。神化47年、当局に捕縛されて府中の刑務所へ護送中、車がライト（柴来人）に襲撃されたのを機に脱走。乗合バスを襲撃して乗客を人質に逃亡を図ろうとするが、乗客の一人であった若村一勇が超人ニンゲンマンに偶然覚醒。豪腕一撃で倒された。
竜神アサヒ（りゅうじんアサヒ）
声 - 石川英郎
ゼスサタン一党の大幹部怪人。漆黒の鎧を纏っているが、その正体はその名に近しい竜人のような姿をしている。
鐵假面剱士・影胡摩とは常に正々堂々と対峙し幾度も刀を交え、いつしか敵味方を超えた心の通い合いがあった。
やがて影胡摩との決着に固執したため、ゼスサタンを裏切る形となる。影胡摩には「ゼスサタンの力を奪って倒し自らが取って代わり日本を滅ぼす」と宣言、その言葉通りゼスサタンに一太刀あびせるが、これは「影胡摩に倒されたい」という彼の切なる願い故の行いなのだと彼女には痛いほど察することができた。
そして彼は最後の力を使って地霊の力を用い、ゼスサタンもろとも石板に封印されることとなった。
ゼスサタン
300年前の日本を支配せんと配下の怪人たちを全国に放っていた悪の首魁。最大勢力時、西日本は完全にゼスサタンの領土とされていた。鐵假面剱士・影胡摩との長き死闘の果てに右腕的存在であった龍神アサヒの下克上にあい、共に石板に封印される。
神化48年、石板が納められた古墳が発見され、影胡摩によって封印が解かれようとしたが、各組織の超人たちの説得によりそれは阻止された。
一対の角を持った無貌の巨人といった姿をしている。作中では明確に人語を話してはおらず、人間同等の知性があるのかは明示されていない。
ローネ
小説で登場。魔界のプリンセスであり輝子の妹。性格は活発でイタズラ好き。かなりのお姉ちゃん娘。魔法発動の呪文は「メテオテール」。
アイス
小説で登場。ローネのお目付け役でウルの祖母。
ジャスティス
小説で登場。アメコミヒーローの外見をした超人。いくつもの悪の組織を壊滅させた実力者。輝子の一人目のお見合い相手。
鉄人重装機甲騎士type-S零号
小説で登場。ロボット超人。地球に乗り込んできた百人の異星人部隊を壊滅させた伝説の持ち主。輝子の二人目のお見合い相手。
カエルム
小説で登場。表の顔は、今を時めく人気手品師「脱出王カエルム」、もう一つの裏の顔は、宇宙の真理を探究する超人「魔術師カエルム」。世界を全てを愛する紳士的な人物。
月瀬チカ（つきのせちか）
漫画で登場。魔女修行中の輝子の幼馴染。無鉄砲で負けず嫌いな性格。輝子に対抗心を燃やしている。魔法発動の呪文は「コメットループ」。
ヤラ
漫画で登場。チカの相棒。チカを唆しては周囲を混乱させる事を好む性悪な人物。
ルナ星人（ルナせいじん）
漫画で登場。月にある社の様な遺跡で眠っていたが、自身の体の一部であった「月の石」を奪還する為に地球に訪れる。

### 人間・その他
「フューマー」など、超人に準ずる能力を持つが実体を持たず何かに憑依している各種「存在」についてはこちらに記載。
里見義昭（さとみ よしあき）
声 - 浪川大輔
「帝都広告社」顧問。超人を商品と考えており、理念に反する超人課を敵視している。戦前から歴史の裏側で暗躍し、人吉孫竹とも面識があり、自らを「元超人 の爺」であると自嘲気味に語るが風貌は若い。インフェルナル・クイーンに指令を与える存在“ Q ”の一人と声が良く似ている。
日本国首相・立花繁とは戦前から個人的に知り合いであったことから、彼に非公式な協力をしていた（東﨑倫子を通して影胡摩を騙し「悪の超人」爾朗とライトを倒させようとするなど）が、立花に利用価値が無くなったと判断した後は彼が超人であることを世間に暴露、トカゲの尻尾の如く関係を切り捨てた。
その正体は別の世界では大きな破壊をもたらした隕石の破壊力がこの世界では人の力をとったもの。旧世代の超人たちを異世界に追いやり、新世代の超人を分解しエネルギーにすることで超人のいない世界を実現しようとしていたが、その動機は「超人のいる世界が不自然に思える」というひどく理不尽なものだった。
東﨑倫子（とうざき みちこ）
声 - 山根舞
「帝都広告社」マーケティング局に所属する社員。社命により里見と共に「超人」を公式に認知させ、自社が絡む様々な事業に使おうと暗躍する。ただし無闇に超人が増えることは良しとしておらず、国が適切に管理するべきだと考えている。
その活動は神化40年代初頭からはじまり、ブラックス製薬が開発した超人因子抑制剤「ナイノリン」を大永製菓のチョコに混ぜて若者の超人化を抑止する工作に関与したり、松本ら日本怪獣電波社の面々と共謀し、怪獣を利用したアジテーションを仕掛けている。この頃にはエンジェルスターズとマウンテンホースとの戦いでディーが死亡した時は苦悶する表情を浮かべるなど、里見ほどにはビジネスライクに徹しきれていない面もあった。
新宿擾乱以降も引き続き帝告でスター超人をプロデュースしつつ、「超人警備保障」代表取締役にも就任。牧大鉄（音無弓彦）を担ぎあげ同社の筆頭にしている。
現場に赴くことも多いが普通の人間であるので戦闘を行うことはほとんど無いが、神化49年に「NUTS」が輸入された際には、NUTSが普通の人間でも扱えることを確認するため、里見に強引に搭乗させられ、以降もテストパイロットとなる。
その後、クロードのヘルメットを元にしたそのヘルメットを爾郎に手渡すなど、彼との接触を強くしている。風朗太には笑美や輝子同様、爾郎に籠絡されているのかと勘ぐられていた。
神化53年時点では帝都広告社の重役。マウンテンホースや超人ブームを大プッシュするなど、爾郎が還ってきやすい環境を作っている。
内畑豊至、島津星
声 - 大友龍三郎、木村拓
超人課の秋田課長と同格か、それ以上の地位にある男性たち（内畑は「世論新聞社」社長、島津は厚生省の役人）。彼らも秋田課長と同様、宇宙生命体「フューマー」が人の「器」に憑依したもの。
神化44年12月、ある理由（詳しくは（#用語＞超人関連＞フューマーの「器」を参照）から「大阪地球博覧会」会場予定地の工事中パビリオン内で人吉爾朗を襲撃するが、元・秋田によって逆に「器」を失い存在も雲散霧消。「力」だけが爾朗に宿ることになる。
三矢准一
声 - 大原崇
国会議員。「機能秘密法（超人秘密法）」の改正に賛成し、世間には超人たちの存在を国が認めるように画策していると周知していたが、実は改正法を根拠に超人へ専用の戸籍を与えた後、普通の人間に適用される人権・法律の対象外にし、ゆくゆくは自国の道具として意のままに使おうという隔離政策さながらの思惑があった。
後にクロードによって「器」を喪っていた元・秋田の「存在」が三矢の思惑を知って怒り彼を暗殺。以後は元・秋田の「器」として肉体が使われる。神化44年12月、「大阪地球博覧会」会場予定地の工事中パビリオン内で人吉爾朗により内畑・島津ともども「器」としても亡き者になった。
千夏（ちなつ）
声 - 菊地瞳
人吉家で働く若い女性の「お手伝いさん」。働く際にはメイド服を着る。左目の下に泣きボクロが二つあるのがチャームポイント。得意料理はカレー。初登場時ショーウインドウの中に現われた輝子の姿に驚いたり、ルシファーの瞳からの予告状を見て腰を抜かしたりするごく普通の人。また輝子の恋を陰ながら応援している（笑美は苦手）。
【神化46年11月 - 】
超人課に出入りしているが、生田研究所跡地からエクウスを強奪して逃走する爾朗を見て「いつでも乗れるように磨いておいてよかった」と喜ぶような発言する等、孫竹達とは違った反応を見せるようになっている。
【神化49年12月31日 】
里見の仕掛けた映画「日本大予言」によって孫竹への世間の批難が強まる中、バツイチ子持ちの男性との結婚を決められ実家に呼び戻される。人吉邸を出る際、偶然立ち寄った爾朗と会っている。
【神化53年 - 】
人吉邸に、また働きたいと戻ってきた。

女子アナウンサー
声 - 松澤千晶
「東京テレビ放送」（略称・TTH）に所属する若い女性アナウンサー。劇中でテレビニュースや事件現場中継のシーンがあると、大抵彼女が登場して状況を実況したりインタビューを行う。
松本正次
声 - 飛田展男
神化41年、親から借金と共に受け継いだ小さな会社を怪獣中継専門の深夜ラジオ放送局「日本怪獣電波社」として改組し、降って湧いた空前の怪獣ブームに乗っかろうとしていたが、それは隠れ蓑。裏ではガゴンの細胞を培養して巨大怪獣を大量生産、犯罪組織に売り付けるブローカー紛いの事をしていた。
爾朗の「存在」解放による暴走で怪獣社が壊滅してしまった後は逃亡しつつ、ガゴン復活を目論んだが、最終的にはガゴン自身によって命を奪われた（その経緯は「メガゴン」の記述を参照）
大和右京
声 - 清水理沙
「日本怪獣電波社」女性社員。松本の悪事を知りながら、密かに手を貸していた。
正体は鬼野笑美が「姿映し」の能力を使い化けていた姿。松本の手助けをしたのは“ 悪い怪獣をやっつける正義の超人 ”という世論を形成する際に制御可能な「敵」を作るため、超人課上層部が書いたシナリオによるものであった（爾朗や松本たちはこの事実を最後まで知らなかった）。
早川博之
声 - 日野未歩
ガゴン（小）を飼う少年。弟と二人きりで家も無く生きていたが弟が栄養失調で亡くなった後は天涯孤独の身となる。神化34年、ギガントゴンの亡骸から見つけたガゴンの幼体を発見。彼にはそれが亡き弟の生まれ変わりのように感じてしまい、密かに仲間と空き地で育てていた。
後に松本と共に逃亡。偶発的にメガゴン誕生の手助けをしてしまうこととなる。
神化53年、結婚し、子供もできている。デパート内で偶然風朗太を目撃。まだ、彼の姿を見ることができる。
杉本淳一
声 - 水内清光
大手芸能事務所「杉本プロ」社長。人気芸能人たちを多数抱える。
その業務上、広告代理店とも深いつながりがあり、帝都広告社の東﨑が仕掛ける超人バンド・エンジェルスターズも杉本プロに所属していた。
田崎芳雄
札幌の「北洋診療所」に勤務する医師。神化43年8月、怪剣クロードによって惨殺される。
その後の調査で診療所の地下において非人道的実験を行っていたことが発覚。さらに、かつて小笠原ボニン諸島にあった秘密超人研究施設の研究員として超人へ様々な非人道的実験を行っていた。
柴来人が鷲巣雄星に語ったところによると、自身の肉体から心と記憶をサイボーグボディに移し替えた科学者の一人でもあったことが明らかになっている。
雨戸幸一（あまと こういち）
声 - 安元洋貴
「冬期国際スポーツGP札幌大会」（札幌国スポ）のスキージャンプにおける男性テストジャンパー。
かつては札幌国スポ男子スキージャンプ日本代表候補として「スリーバードメン」と共に競い合った仲だったが、超人化手術を受けて「スポーツ超人」になることに抵抗があり出場を辞退。関係者からは非国民のように非難された後、見せしめのような形で裏方に回された。ただ本人は現在の仕事に誇りを持っており、スリーバードメンのガンバから嫌味を言われても受け流し職務をこなす。
少年時代、故郷で祀っていた神・ピリカッピへ捧げる神事的な「祭り」に参加したことがあり、人体開花現象がピリカッピによるものだと察する。その後にピリカッピが笑美に憑依し大規模な人体森化現象を行った時、これを鎮めるための「神事」として「まぼろしのV字ジャンプ」をキメる超人並みの能力を発揮。かつてのようにピリカッピの「祝福」を受けることに成功した。
ピリカッピ
声 - 小堀幸
札幌のある森に古くから棲みついていた土地神。
その森は札幌で国スポが開催されると決まった際スキージャンプ場「光の森シャンツェ」として大規模な開発をされ、宿り本尊的な扱いをされていた大樹も往時の姿を失ったことで人々から忘れ去られてしまう。
神化47年、札幌国スポ開催を翌月に控え多くの人心が「祭り」のような心持ちになったことで神力を回復。雷雲を招来して札幌にいる人々の頭上に花を咲かせる「人体開花現象」を経て、事態解決のため超人課メンバーと共に札幌入りしていた鬼野笑美に憑依。彼女の大きなスピリチュアルパワーを使いシャンツェ付近で人々を樹木に変える「人体森化現象」を引き起こす。雨戸はこれを「彼女」にとって彼の故郷で行った神事のようなものであると察し前述した通り「彼女」の想いに応える。「彼女」は満足したかのように人々へ「祝福」を与え消えていった。
若村一勇（わかむら いちゆう）
声 - 水島大宙
東京・府中郊外に住む、ごく普通の若い サラリーマン。妻を亡くしてからは幼い娘・夕子と共に二人で暮らしている。
超人ジャックフラッシュに襲われ瀕死の重症に遭った際、ニンゲンマンに覚醒。以後、正義の超人として活動するが、本質的には夕子の喜ぶ姿を見たいためだけにやっていた。
やがて会社の健康診断からニンゲンマンに変身出来るのは「超人病」の症状によるものだと知り、その力の根源である住まい付近に群生していたセイタカアワダチソウ亜種が排除されそうになるとこれを阻止しようとする赤光らと対峙する。その後、カムペが根源を消し去った後は症状も収まり、以後は再び普通の人間として娘と穏やかに暮らす。
ニンゲンマン
一勇が「超人病」によって身体の超人因子を異常に活性化させた状態。「ニンゲンマン」という名前はジャックフラッシュとの応戦時、何者かと問われた際とっさに発した「只の人間だ」という言葉を夕子が聞いて付けられた。
変身時は全身が極度にバンプアップし、増幅された身体の膂力のみで戦う。なお顔面部は平時のままなので、割れたカーブミラーをマスク代わりに装着し素性を隠している。

若村夕子（わかむら ゆうこ）
声 - 寿美菜子
一勇の一人娘。新宿擾乱以降には珍しい、超人を嫌わない女の子。ジャックフラッシュの人質にされた際、救ってくれたニンゲンマンが特に好き（正体が父・一勇だとは気付いていない）。
ニンゲンマンが自宅近くに現れピンチに陥った際、母親替りにしていた地面の「顔」に救いを求めたことが、カムペ羽化のきっかけとなった。

## 奇Χ
読みは「きかい」。この作品中において、第三者による操縦を要する人間サイズ以上のマシーンは、このように呼称される。超人に準ずる能力を持つが自立意思を持っていないので、超人とは区別される。一部の機は人型に変形・合体する。
エクウス
人吉爾朗しか操縦出来無いように作られている、文字通りの「彼専用奇Χ」。基本設計は芳村兵馬が担当。他の奇Χとは一線を画する高い性能を有しているが、これはパワー源である爾朗の「存在」による所が大きい。
爾朗が超過人口審議研究所（超人課）に所属していた当時に作られ、職務に使用。神化43年「新宿擾乱」時に大破。修復はされたが直後に爾朗が超人課を抜けたため使われることも無く生田研究所跡地の地下格納庫に半ば放置されていた。その後、神化46年11月に爾朗が奪取に成功。再び彼の元に戻った。
平時は当時の最新型スポーツカー風の形態で移動に使用。簡易な自動走行機能もあり、超人と相対する際には爾朗が名を呼べば即座に走って来てケンタウロスのような半人半馬形態に変形。地上ではローラーダッシュで移動し、ビル群を軽々と飛び越すなど高い跳躍力を有している。武器は巨大な剣の付いたライフル（本編ではマグナムタイプとレーザーライフルタイプが登場）など。
暴走エクウス
爾朗が搭乗時「存在」を解放した状態。爾朗が心身喪失状態になってしまうため、必然的に暴走状態になり所構わず破壊してしまう。
全身に炎を纏い頭部の口状のパーツ（内部は怪獣のような牙を持つ）を開放し、時折り咆哮もする。
エクウス・ドラグーンモード
エクウスの真・パワーブーストモード。爾朗がフューマーの制御により暴走せず「存在」を解放出来るようになって以降、実戦でも使用出来るようになった。頭部口状パーツが開放されるのは暴走時と同様だが眼パーツ部は平時の輝きを失っていない。
全身から吹き上がった炎は収束してマフラーのように頸部に巻かれ（一部の炎は下半身のリア部からも「尻尾」のように放出される）、攻撃時には炎を竜のように変えて敵に見舞うことも出来る。
アーラエクウス
エクウスが支援ユニット・アーラと「合体」し、飛行能力を得た状態。詳しくは下記「アーラ」の解説を参照。

アーラ
エクウスの支援用ユニットとして芳村兵馬が制作した飛行体（武装は一切無いので、戦闘機ではない）。
完成後、爾朗が超人課を抜け、連動運用する機会が無くなってしまったため、兵馬が移動用のパーソナル飛空機として単体で使用していた。
神化49年8月、「NUTS暴走事件」において空を飛ぶNUTS1号機に対処するため、兵馬が爾朗に協力する形でライト（柴来人）に操縦させて初合体、アーラエクウスとなる。アーラエクウスは設計通りの飛行能力と高機動性を発揮し、1号機を止めることに成功した。
ギガンダー7（ギガンダーセブン）
音無弓彦が操る鋼鉄の巨人。秘密探偵BL団の活動するところにいつもどこからか現れる。どう計算しても物理法則に見合わないその動きや前触れのない出現にはウルも目を丸くしていたが、そのカラクリは「普段はバラバラに分離しBL団の武器として携行、いざという時は弓彦の金属を操る能力で武器を合体し一体の巨像として動かす」というもの（つまり厳密には奇Χではない）。
神化41年ごろに巻き起こった怪獣大量発生時期には、各地で大量発生した怪獣の一匹に立ち向かった。
レックスFE（レックスエフイー）
神化47年以降、音無弓彦が操る巨大奇Χ。後述する「アルクス」のデータを基に各種改良が施されており、歩行時の安定性を増すためティラノサウルスのような形状で尻尾も付いている。武装は尾の先に付いたドリル、口部から放射される火炎など。
アルクスと異なり動力源は弓彦の超人パワー（分子振動発電）のみになっているが、そのぶん駆動系が発熱しやすく、ロールアウト初期には短時間でオーバーヒートを起こしてしまう難点があった（冷却には膨大な水が必要なため、活動は川や海沿いでないと難がある）。
大永製菓巨大マスコット像（仮称）
大永製菓のイメージマスコットキャラクター（お菓子を両手いっぱいに抱えた少年）を象った巨像。普段はポスターなどの広告に使われている。マウンテンホースが工場に侵入した際には園庭に設置されていた巨像が動き出し威嚇。ディー死亡の遠因になった。
USAロボ
米軍が畑山・森野家を全員まるごと消滅させるため秘密裏に日本へ送り込んだ奇Χ兵器。畑山稔の護送車に偽装した巨大な赤いトレーラー（パーツ1）と、その周囲を取り囲んで並走する3台の乗用車（パーツ2 - パーツ4）が変形合体し、1体の巨大ロボットとなる。
内部にはあらゆる生命体（妖怪にすら効果が及ぶ）の分子結合を分解する特殊な化学薬剤「バイオデストロイヤー」を生成できるプラントを有している。薬剤は水の供給源（河川など）があれば無尽蔵に製造でき、ターゲットを消滅させたあとは自らを薬剤で融かし尽くしてしまうため、証拠も残らない。
科学万能母艦IQ号（かがくばんのうぼかんアイキューごう）
インフェルナル・クイーン実働部隊が母艦とする飛空艇。太平洋を安々と横断出来る優秀な飛行性能に加え、地球の裏側とも瞬時に連絡が取れる通信技術「メテオパーチクルコンタクト」など、数々の最新科学技術が実装されている（劇中では米軍の技術とされている）。武装はアキラの「攻撃とは安全な遠距離から確実に相手を破壊出来るのが最良」という思想に基づき、備え付けのレーザー砲がメイン。
アンタレス号（アンタレスごう）
米海軍の最新鋭潜水艦。外観は通常の涙滴型潜水艦だが、超人を乗員とすることで飛躍的な性能向上を実現した「世界初の超人型潜水艦」と称されており、その実態は改造手術を施された複数の超人を艦内の機械に部品のように組み込んだ非人道的なものだった。「マスターコマンダー計画」と呼ばれる計画に参加しており、当初は小笠原諸島のボニン島を母港としていたが、神化43年6月、小笠原諸島の返還に伴い、寄港地は横須賀に変更された。
アラネア
神化43年に発生した「新宿擾乱」の際、デモを行った超人主義者たちの鎮圧用に芳村兵馬が用意した奇Χ。エクウスの量産型であり、基本的な設計はエクウスのそれに準じているが、鎮圧を確実なものとするために、ある程度まとまった数を短期間に揃える必要性からか形態はロボット状態のみ（四肢を蜘蛛のように展開して行動する）。また動力源としてバッテリーを使うが、クロードが乗った機体はクロードの身体に宿る超人のパワーで直接稼働させることが可能なため、バッテリーを外し重量を減らした状態で軽快に動くことができる。この機体はエクウスと互角の戦闘能力を持ち一時はエクウスを追い詰めるが、封印を解き「存在」の力を纏った暴走エクウスによって大破した。
アルクス
神化46年ごろ、牧大鉄（音無弓彦）用の武装備品として試作された巨大奇Χ。本来は大鉄がヘルメットを被って遠隔操作するのが基本だが、まだ操作システムが完全ではないらしく、操縦時は「気持ち悪くなる。動力および制御系のバックアップには柴来人が乗り込み、彼の超人パワーも使用して稼働時間を伸ばし使っている。来人のサイボーグボディと一部互換性を持っている鷲巣雄星も（無理やりにではあるが）動かせる。
試作機ということもあり武装として全身からミサイルを発射出来るが的中能力は低く、超人課との合同演習訓練時においても風郎太の軽いパンチで倒れるほど安定性に欠けた「歩く」ハリボテ同然の奇Χ。ただしこの機体を稼働することで得られた貴重なデータは後の後継機・レックスFEに活かされることになる。
JOEタンク
JOE隊員たちが使用する強化武装。作品中ではカロルコ大佐が使用した。
奇Χに近い技術が用いられ、通常は小型戦車的に運用しているが作戦開始時にはサイボーグボディの四肢をパージし、変形し人型的に二足直立したタンク内部に胴体部を格納、タンクのインターフェイスと直結、さながら「強化された戦闘服」のようにして戦う。
NUTS（ナッツ）
正式名称「Neo Universal Trident Striker」。
神化40年代後半頃に米国トライズ社が大西洋の海底遺跡から発掘された超古代の巨神を基に現代技術で復元した、3体の巨大戦闘マシーン。この3機は米国で「スーパーロボット」と総称されており、日本でも同様に呼んでいる（本項では便宜上、奇Χの節に記載する）。日本へは神化49年の初夏、立花総理の強力な肝入りで試験的に輸入された。
実際の運用は超人警備保障が行い、テストパイロットには超人（元AS・ジャッキーと元IQ・マリ）が起用されているが本来は普通の人間でも操縦が可能。実際に東﨑倫子が稼働させている。
かつてUSAロボが使用し超人を消滅させるほどの高いエネルギーを持つ「バイオデストロイヤー」（BD）が燃料に転用されており、超人パワーを使用しなくても長時間の稼働と高い戦闘能力を併せ持つことに成功している。しかもBDの高い生物殺傷能力はそのままであり、機体が損傷しBDが外部に漏れ出すと環境汚染・生物死滅をもたらすため迂闊に攻撃することも出来ない極めて厄介で危険な、ある意味「究極の兵器」と言える。
神化49年8月、東京駅前で御披露目の展示中、ライトたちの襲撃に備えパイロットたちが搭乗しヘルメットを被ると、過剰な防衛行動を取り始める（詳細は「用語」＞超人関連＞クロードの「怨念」を参照）。強化型エクウスやS遊星人によって食い止めることには成功したが、死者数名も出た大被害が発生した（公的には「過激超人のテロ行為」とされた）。
スタンドアローンで制御不能、破壊もままならないスーパーロボットなど不要と判断した帝告の里見は、最終的に同年9月に大型台風が関東上陸した時を見計らい、わざと鉄道を使ってNUTSを輸送。鉄道橋が水害で壊れ濁流渦巻く川にNUTSを輸送列車ごと叩き込み、すべてを「水に流し」た。
レッドジャガー
超兵戦士隊に入った芳村兵馬が神化50年ごろに開発、反社会的超人の一斉取締に使用した等身大サイズのマシーン。同じく超兵戦士隊メンバーとなったメガッシンをベースに造られたものだが自由意志は無い模様。飛行能力もある。
単機の戦闘能力も相応にある（兵馬曰く「アースちゃんも敵わない」）が、数十体単位を集団使用することで真の性能を発揮する。鋼鉄探偵ライトが立ち向かった際、彼の速度には追いつけなかったが、多勢の連携攻撃によって移動を封じ込め、破壊した。
ウルティマポリス
マスターウルティマが設計した「完全潜水可能型浮遊式海洋構造物」。この名称とおり海中を自由に潜行出来る、世界初の海上超人実験都市として造られ、沖縄超人博のメーン会場ともなった（“超人都市”と称されることもある）。
動力源は当初非公表だったが、その後、エンジンには妖怪系の超人を数百人単位で特殊な装置に拘束、弱性バイオデストロイヤーによって溶かし、そこから復活しようとする細胞の力を利用した一種の「燃料」（ほぼ、バイオデストロイヤーと同じもの）を使用していることが判明。マスターウルティマは超人博終了後、この「画期的な燃料」を（原料は明かさず）大々的に公表、自分を筆頭に（人類が進化した系統の）超人たちを「エネルギー問題を解決した英雄」として社会的地位と権利を確立する目算だったらしい。
この事実を知った鬼野笑美はマスターウルティマを倒し燃料化されそうになった妖怪たちを救ったが、代償としてエンジンを駆動させての逃亡が難しくなったため、その後も沖縄の海に留まっている。

## 用語
神化（しんか）
当作品世界の元号。大まかな歴史の流れは「概要」に記したとおり、現実世界における昭和時代（特に昭和40年代）を原典としつつ、本作独自の味付けがなされている。より詳しい事項については#年表の節を参照。
※ 現実世界における“ 神化 ”という元号は、大正時代が終焉した際、次の御代の元号として“ 光文 ”“ 元化 ”そして“ 昭和 ”と共に候補に上ったとされている。本作の2期エンディング冒頭でも、この4つの元号が高速で表示される演出がある。

### 組織関連
超過人口審議研究所（ちょうかじんこうしんぎけんきゅうじょ）
厚生省の外郭団体として設立された組織。通称「超人課」（ちょうじんか）。
基本的には未だ知られざる超人を探し発見後は速やかに保護、「安全に」管理することが任務だが、敵対的な行動を取る者や人間に害を成す存在に対しては実力を持って対応することもある。
戦前に存在していた、帝国軍の生田科学研究所を前身としており、「研究所」という名称はその名残り。創設に際しては、初期メンバーである秋田大司・芳村兵馬・人吉孫竹の三名それぞれの異なる思惑が動機となり、後述する「牧大鉄君誘拐事件」において超人・天弓ナイトが死に至る原因ともなった。
後述する「新宿擾乱」以降は対超人部隊の下部組織のような形になってしまっており（有事においては対超人部隊の制服を着て活動する）、反体制的な超人に対しては問答無用で鎮圧捕縛を実行するため、そういう立場の超人たちからは国家の威を借る狐のように嫌われる組織になってしまった。
神化49年、同年末に公開された「日本大予言」で描かれた内容を信じた人間たちからの激しい抗議・非難・有形無形の嫌がらせにより事実上活動を休止（翌S50年には正式に閉鎖）。所属メンバーのうち芳村兵馬は「超兵戦士隊」に入り、後に星野輝子・風郎太も加入した。
帝都広告社（ていとこうこくしゃ）
本作における世界最大の広告代理店。通称「帝告」（ていこく）。
日本の社内には様々なセクションがあるが、その内のひとつ「マーケティング局」は超人をスター的存在としてプロデュースし、自社の利益に貢献させたいという思惑から、様々な超人ブームを作り出すために暗躍しており、「超人を保護する」という立場の超人課とは長年に渡ってしばしば衝突している。
上記の理由から、彼らが重用する超人はメディア映えする「清く正しく美しい」ことが要求され、スキャンダルは御法度（実際にエンジェルスターズはメンバー内の不適切な恋愛が露見したことが理由で強制解散させられている）。男やもめの超人などは論外（ほか、仔細については後述する「超人の定義」を参照）。
後に系列企業として民間系警備会社「超人警備保障」を設立。牧大鉄（音無弓彦）が所属し、レックスFEやスーパーロボット・NUTSの運用などを行った。
国家公共保安隊（こっかこうきょうほあんたい）
超人犯罪を取り締まる対超人部隊。赤光らが所属している。新宿擾乱以降は規模が拡大。更に大規模な組織が必要となったことから、神化50年「超兵戦士隊」へ組み込まれる形で発展的に解散した。
超兵戦士隊（ちょうへいせんしたい）
警視庁公安部の「超人暴力取締本部」と、内閣府から防衛庁に移管された「公共保安隊」が合併した、反社会的超人勢力を取り締まる専門機関。NUTS導入の際に構想が起ち上がったものだが、NUTS消失によりそれに替わる強い組織が必要となったことが後押しとなり、神化50年秋に正式発足した。
同時期に鬼野笑美と人吉爾朗が妖怪・怪獣たち「人外超人」と共に沖縄ウルティマポリスを拠点にし全世界に独立声明を発表した後は、彼らを排除するため沖縄へ遠征。「超人同士の戦い」を繰り広げる。
地球防衛軍
神化40年代前半、地球侵略を企てる宇宙人たちから地球を防衛するという名目で設立されようとしていた国際的な軍事組織。英略称はDFE（Defense Force of Earthの略）。当時日本はこれに参加することを決定、青年学生などが反対活動を展開した。

### 超人関連
超人（ちょうじん）
人間とは異なる力を持つ生命体。戦闘に適した能力以外にも「歌で多くの人の心を揺り動かす」といった叙情的な能力を持つ者や、自身は人間でも現代文明を凌駕するポテンシャルを持った武器（ダイヤイーターの銃ステッキなど）を持つ者も、超人的な能力保有者とみなされる場合がある。
日本では妖怪たちのように遥か過去から人間と共存していた超人もおり、彼らの活躍は新聞や雑誌で多く掲載されたが、過去の戦争ではその異能が戦争の道具として利用されるようになり軍事機密化。戦後もその流れで「機能秘密法（通称・超人秘密法）」という法律が施行され、公的には超人の存在は認められないことになっている（マスコミも超人を現実的存在として報道する事は厳禁とされている）。ただし現実には国の保安部や警察などで公務員として活動している超人はおり、非合法ながら人々の前に堂々と姿を現し活躍する超人もいる事実から、「公然の秘密」という認識のされ方が一般的である。
一部のテレビ局や児童少年少女向け雑誌ではフィクションとして超人を取り上げているが、超人課の介入により偽の情報が意図的に含まれている。
超人の定義
一般的には外見に関係なく宇宙人でも怪獣でも魔法少女でも「超人」と一括りにされる。超人課でも同様の定義をしている。等身大ロボットは厳密には生命体ではないが、それに準ずる知性が認められる場合、通常は超人として扱われる。
これに対し「帝都広告社」では、人間の身体に存在する「超人因子」が何らかの要因で活性化し異能の力を得た“ 人間が進化した存在 ”のみが「超人」であるという定義で行動しており、宇宙人・怪獣・妖怪など、元々地球人類（ホモ・サピエンス）ベースでない存在は彼らのターゲットからは外されている。
人造超人（じんぞうちょうじん）
普通の人間へ手術で後天的に超人能力を与え、人工的に創りだした超人。
小笠原の秘密超人研究施設や札幌の北洋診療所における超人研究の結果、超人能力の秘密がある程度解き明かされたことにより、神化40年代後半頃より国が絡む様々な場において用いられるようになった。「札幌国スポ」のスキージャンプ日本代表として活躍した「スリーバードメン」も人造超人の一種「スポーツ超人」である。

超人病（ちょうじんびょう）
普通の人間が病理的な理由により、ある日突然超人能力を覚醒させた状態。それ自体は「死に至る病」ではないが発症者はほとんどが力を制御できず暴走させてしまい、日常生活に支障をきたす。神化47年頃より日本各地で発症する者が見られるようになり、翌48年には発症者が夥しい数になり社会問題化。この年は「超人大爆発期」と呼ばれるようになる。「病気の一種」と定義されているため、超人課や帝告も発症者を超人とは見なさない。
発症の原因は、外来植物であるセイタカアワダチソウの突然変異種（以下「草」）の花粉などに含まれる成分が人間の「超人因子」を刺激、異常に活性化させるかららしいことが早期に解っていたため、当局では超人因子抑制剤・ナイノリンを発症者へ投与したり「草」を焼却するなどして根絶を図っているが、完全撲滅には至っていない。
魔法（まほう）
星野輝子が保有・行使する、この世界の因果律とは異なる法則で動く「力」。魔法力（まほうりょく）とも言い、輝子が「メテオテール」と唱える呪文によって発動する。劇中では物質を別のものに変換したり、ワープゲートを作り別々の空間を繋げてエクウスの武器を転送するなど、主に物理的な系統の魔法を使っている。なお瀕死の状態を復活させるなど、生命に強く干渉する魔法の行使はウルにより固く禁じられている。
輝子一人でも軽い物体を動かしたりする程度なら呪文詠唱のみで使えるが、上記のような大きな力を行使するにはウルに「魔女力（の）チャンネルセット」をしてもらう必要がある（魔法少女の姿に変身することも必要かどうかは定かでない）。
なお、SPRのメンバーたちも魔法（魔術）を使うが、彼らの使うそれは輝子のものとは系統が異なる（行使する際に呪文を使わず、道具を用いるなどの差異あり）。メンバー曰く「高度に発達した魔術は科学に等しい」ので、詳しい構造が不明な柴来人のロボット体も彼らの魔法でメンテナンス出来る模様。
タイムウォッチ
芳村兵馬が常に所持する懐中時計風の機械（以下“時計”）。時間を停止・逆回転させることが出来る。ただし時間操作が及ぶ範囲は狭く効果の持続時間も短い ため、限定された状況でしか有効に働かない。「時計」を身に付ければ兵馬でない第三者でも時間操作の効果を受けないので、発動後に「時計」を渡せば、その人物は時間操作された範囲でも活動出来る（この際は兵馬も効果の影響を受ける）。
元来はTP隊員「スーパージャガー」が持つ装備品の一つであったが、神化43年のIQ超人課襲撃時、星野輝子が兵馬の消失を防ぐため、Sジャガーの時計を人吉孫竹博士に渡し解析を依頼したことをきっかけとして、博士が後に時間移動の基礎理論を研究・構築した人物になるという重要な史実が発生。「（Sジャガーの後の姿である）兵馬の存在が無ければ時計は博士の手に渡らず時間移動の技術も生まれない（兵馬が消えれば後の歴史が大きく変わってしまう）」という状況が起きたことで、兵馬はいわゆる「特異点」のような存在となり。アキラを倒しても「兵馬」は消失しなくなった。
フューマーの「器」
外宇宙生命体「フューマー」が憑依している人物（の死体）。
本作では「秋田大司」「内畑豊至」「島津星七」の3人と、秋田が乗り換えた「三矢准一」計4名がこれに該当する。
フューマーは常に別個の肉体（器）に憑依しないと存在を維持出来ないのだが、「器」は魂の無い者（要するに死体）で無ければ成らず、「器」を得る際には大抵命を奪う行為が伴う。
また彼らは高度な知性と超常の力を有しているが、憑依時に真の力を発揮してしまうと「器」が長く持たず壊れてしまうため、彼らのパワーを受け止めるほどの究極的な「超人」を生みだし後に「器」にするため、日本の要人たる上記四名に憑依し密かに様々な介入を行っていた（生前の三矢議員へ機能秘密法の改正を促すなど）。
秋田が芳村兵馬と人吉孫竹の話に乗って超人課の設立に協力したのも、孫竹の養子・人吉爾朗が彼らの「器候補」としての条件を満たしていたためであった。
後に秋田（三矢）も含めフューマー3名は揃って滅びることになるが、彼らの「力」だけは爾朗に宿り、爾朗の中の「存在」を制御するようになる。
クロードの「怨念」
長川神が「怪剣クロード」として活動する際、頭に被っていたフルフェイス型のヘルメット（以下「オリジナル」）は新宿擾乱で彼が死した後に回収。「オリジナル」の超人能力増幅機能に着目した帝告や芳村兵馬が研究し改良を加え、量産されたものがレックスFEおよびNUTSの操縦用に使われた（以下「量産型[ヘルメット]」）。
この量産型を被り内部ディスプレイを起動すると、クロードがアシスタントアバターとして表示される（起動中はパイロットの声もクロードの声に変わる）。
「クロード」が表示され声も変わる理由は当初「オリジナル」の設計を流用したためだと思われていたが、違和感を覚えた爾朗は東﨑倫子から量産型を借りて被り「クロード」と対話する。その会話において、爾朗は「長川神が今際の際、ヘルメットの電子演算回路に「クロード」という仮想人格を焼き付けたのではないか」と仮説を立て、これを被り続けると「クロードの怨念に取り憑かれる」と警告したが、この時点では風郎太に一笑に付されて終わった。
その後「クロード」の声に耳を貸すと、パイロットは過去クロードに扇動された超人主義者たちのように過激な破壊行動を行ってしまうことが判明。レックスFEとNUTSは暴走し、爾朗の仮説は最悪の形で立証されてしまう。

### 事象・事件関連
牧大鉄君誘拐事件（まきだいてつ くん ゆうかいじけん）
神化38年、牧大鉄（後の音無弓彦）君が「誘拐」、身代金が要求された事件。公には天弓ナイトが実行犯だとされている。
身代金の受け渡しが指定された場所で天弓ナイトは突如「炎」に包まれて落命。追い詰められて自ら死を選んだということで幕引きとなった。正義の超人・天弓ナイトが実は悪事を働いていたという事実は国民に大きな衝撃を与え、やがて日本政府内に「超人は国が正しく管理しなくてはならない」という意見が醸成。形骸化していた「機能秘密法」を根拠として超人の存在を隠蔽、秘密裏に「超人課」が設立される根拠ともなった。また、現場に居合わせた爾朗は天弓ナイトの死に大きな精神的ダメージを負い、その際の記憶をほとんど失っている。
上記したとおり、時系列的には過去の話だが、物語に対する影響力が大きい出来事であり、同時に真相がはっきりしない点が多い。これは本件に関わった人物が、それぞれの立場から事情の細部を意図的に隠していたためだが、物語の進展とともに真相も徐々に判明、最終エピソードにおいて爾朗が「クロードのヘルメット」を被り、「夢」のような形で過去を幻視して記憶を思い出し、完全なる真実が解き明かされるに至った。
下記は段階的に明かされた裏事情。
* 天弓ナイトは大鉄（弓彦）少年以外にも長川神を含め、人工超人を作り出すための実験用に某所に集められていた10名以上の少年少女たちを救い出し、一時匿っていた（誘拐されたのが大鉄少年のみと公表された理由は不明）。
* 超人課設立の動き自体は本事件の前から始まっていたのだが、事件の発生を知った人吉孫竹・秋田らはこれを上手く利用すれば政府は超人管理強化を強める流れに傾き、超人課の設立を決定的なものに出来ると判断、天弓ナイトを犯罪者に仕立て上げた。
（天弓ナイトが当局に働きかけをしたのは事実だがそれは人体実験をやめさせるため「少年少女たちの存在を公表する」という内容であり、身代金については、まったくのでっち上げ）
爾朗は後年この事実をクロードに扮した長川神の「お膳立て」によって孫竹が告白するのを電話越しに聴いて知り、超人課に失望した。
* 天弓ナイトに心酔していた爾朗は、彼が誘拐犯と信じず、少年少女たちがいる場所へ向かったが、そこに天弓ナイトもいるのを見て感情の激昂を抑えられず「存在」を暴走させ、「炎」を見舞ってしまう。
つまり天弓ナイトを死に至らしめた直接の原因は、爾朗によるものであった。
（兵馬や鬼野笑美はこの事実を知っていたが、彼の心中を察し秘中の秘としていた）
* 事件終結後、少年少女は秘密裏に小笠原諸島のボニン島に連れ去られ、超人研究施設で様々な人体実験の被験者となりほとんどが落命。長川神は何らかの方法で脱走。数少ない生き残りの一人として国家の暗部を曝くため、「怪剣クロード」として暗躍することとなる。
天弓ナイトのマスク
伝説の超人・天弓ナイトが被っていたマスク。このマスクとスーツには神秘のパワーが宿っており、彼はその能力で悪と戦う力を得たとされていた。
だが秋田課長と人吉孫竹が天弓ナイトを「牧大鉄君誘拐事件」の犯人に仕立てあげた際、マスクにもスーツにも、そのようなパワーを生み出しそうな源は全く存在しなかった。つまり、天弓ナイトの正体は「普通の人間」だったことになる。この事実が世に知られれば「超人が犯罪を犯した」という前提そのものが成り立たなくなってしまうため、両名はこの事実を徹底的に隠蔽して歴史の闇に葬った。
その後、マスクは長らく人吉孫竹が秘匿していたが「ルシファーの瞳」復活騒動の際、秋田課長から秘密裏に同じフューマー・島津星七に渡され、神化44年12月に爾朗をおびき出す「エサ」としてパビリオンの目玉として展示しようとしていたが、フューマー3名は揃って爾朗に倒され、マスクは爾朗の手に渡る（この際。元・秋田が今際の際に真実を爾朗に教える）。更に神化46年11月、爾朗が遙アキ（アラクネ）に譲り渡している。

新宿擾乱（しんじゅくじょうらん）
神化43年10月、超人主義者たちがそれまでの反政府活動の集大成として、新宿駅周辺で起こしたデモ行進を機に勃発した内乱的状況。超人たちが自らの能力を駆使し鎮圧勢力に立ち向かったことで鎮圧には少々手こずったが、最終的にこの乱を扇動した怪剣クロード（長川神）が死亡したことにより、一晩で終息した。
この事件以降、逃亡した超人主義者たちは各地に潜伏し更に過激な行為を起こすようになり、そうでない超人たちも政府が掌握している者については有事の際、対超人部隊の指揮下に入り反乱超人分子たちの鎮圧を強制されることになる（超兵戦士隊発足後は有事が頻発したこともあり、これら超人の大多数も検挙されるか、戦士隊に強制加入させられた）。
国際スポーツGP（こくさいスポーツグラン・プリ）
世界規模のスポーツ競技会。通称「国スポ（GP）」。
本作の日本では神化39年に東京で一度（東京国スポ）、神化47年に札幌で冬期国スポが一度（札幌国スポ）計2回開催。
札幌国スポでは前述した「スポーツ超人」の参加が認められており、普通の人間が敵うわけがないので、事実上の「超人競技会」となっている。
柴来人（探偵ライト）は、札幌国スポで大規模な爆破テロを起こそうと画策。グアムから秘密裏に日本へ輸送された人造人間丁號と乙號を合体させ「人間（型）爆弾」として使おうとしていたが、爾郎が人造人間を真の姿であるメガッシンにして奪ったため未遂に終わっている。
大阪地球博覧会（おおさか ちきゅうはくらんかい）
神化45年に大阪で開催された国際的な博覧会。日本が敗戦から完全に立ち直ったことを世界に広くアピールする国策的な大イベントとして企画された。
全体の運営には「帝都広告社」（帝告）が深く関与。事前のPR活動としてイメージソングなどを作成した（第5話で帝告の東﨑倫子がマウンテンホースへ、この博覧会のイメージソング歌唱担当を取引に使っている）。
パビリオンの一つとして作られた「三矢超人未来館」では、「すべての人類が超人となった夢の世界」である50年後（21世紀）の日本をモチーフとして、様々な超人たちの関連品が展示。中でも最大の目玉として「天弓ナイトのマスク」が展示される予定であったが、前年12月に原因不明で紛失してしまう（真相は前述した「天弓ナイトのマスク」を参照）。
中東戦争（ちゅうとうせんそう）
神化48年ごろより中東の油田地域で勃発した大規模な局地戦。古代の超人的な存在たちが眠りから覚め、普通の人間たちが指揮する軍と激しく戦い合った。
この戦闘の影響で日本への石油輸入が著しく減り、いわゆる「オイルショック」が発生。社会的混乱が生じたが、政府の尽力により約1年ほどで収拾した。
沖縄超人博覧会（おきなわ ちょうじんはくらんかい）
神化50年の夏から沖縄で開催された、超人そのものをメーンテーマに据えた博覧会。
主催したマスターウルティマ自ら設計建造した巨大人工島・ウルティマポリス（” UP ”）が会場となった。
開催中、UPでは妖怪系の超人が忽然と姿を消す事例が続発（理由については奇Χ>ウルティマポリスを参照）。その後、鬼野笑美によってマスターウルティマが倒された後、影胡摩やカムペほか妖怪・怪獣らと共にUPを占拠したことにより、中止を余儀なくされた。

### その他
自由歴史主義者（じゆうれきししゅぎしゃ）
25世紀においてTPが主に取り締まりの対象としている者たち。詳細は不明だが過去に時間移動し、名称通り歴史を彼らの好む状態へと自由自在に改変しようとしている模様。
超人主義者（ちょうじんしゅぎしゃ）
怪剣クロードがアンタレス号を襲撃した際、超人の心構えやあるべき姿を演説的に主張したことを契機とし、主に若い学生超人たちを中心として起こった思想的潮流を実行するために活動する超人たち。
その考え方は文章や書物では無く「言葉」を根拠にしているため、個々の超人によって微妙に異なり、端的な文章化は難しいが、「新宿擾乱」時点では概ね以下の三要素に総約される。
- 「反戦」 - すべての超人は持てる異能を駆使し、争いを無くすために立ち上がるべきである。
- 「反米」 - 超人たちに非道な人体実験を行っていた米軍の横暴をこれ以上許さず、日本から彼らの拠点を排除するべきである。
- 「反体制」 - 米軍の非道実験に加担していたことが明白でありながら未だその事実を認めようとしない、腐り果てた日本政府を超人の力で刷新するべきである。

なお、新宿擾乱以降は前述した政府の苛烈な弾圧に加えて超人主義者たちの考え方も更に多様化し、思想ごとにグループも細かく分裂していったため、擾乱のような多数の超人が参加するような事態は少なくなっていった。
花鳥堂（かちょうどう）
新宿駅近くの大通り沿いにある喫茶店。超人たち（時には人間）が正義・悪の区別なく正体を隠さず憩える「フリーゾーン」となっている。店内での戦闘行為は厳禁。
新宿擾乱以降、年々超人への風当たりが厳しくなったからか、神化48年8月31日をもって閉店したが、その後も空店舗は行き場を無くした訳ありの超人たちが密かに避難所的に集まる場として機能していた。神化50年11月、超兵戦士隊が実施した全国規模の反社会的超人取締りによってその手の超人もほとんどが検挙、空店舗も破壊されてしまった。
鐵假面剱士（てっかめんけんし）
神化43年、星野輝子がフリーゾーン「花鳥堂」で読んでいた漫画。作者は「越前創一」。
江戸時代のような世界で青年・松太郎が西洋風の甲冑を身にまとい、正体不明の剣士「鐵假面」として悪漢・怪物たちを薙ぎ倒す勧善懲悪の物語。
劇中で松太郎がある理由で「（私の）正体を明かすことはできない」と独白する場面があり、当時クロードの正体が不明だったので、輝子は飛躍と願望が混った発想により松太郎の姿を爾朗にダブらせ、クロードこそが爾朗なのだと思い込んでしまうきっかけになった。
上記の物語は約300年前の日本で本当に「鐵假面剱士」と名乗り悪と戦っていた戌耳少女剣士・影胡摩の活躍の伝聞を元に後世の戯作者たちが作り上げた御伽話をベースにした創作であり、真実とは大幅に異なる。
日本大予言（にほんだいよげん）
神化49年12月に全国ロードショーされた映画（劇中劇）。制作には帝都広告社が深く関与している。主演は牧大鉄。このほか、劇中では“ 悪の組織 ”に属する「どこかで見たことがあるような人物たち」が多く登場している、
内容的には戦後に起こった超人絡みの三大事件（S29年・東京怪獣騒動、S34年・ギガントゴン出現、S38年・牧大鉄君誘拐事件）の暗部（ギガントゴン誕生の秘密・天弓ナイトの死の真相など）が、史実を元にしつつ（大幅に脚色を加えて）描かれ「天弓ナイトを亡き者にした“ なぞの怪獣 ”を飼う過激派超人たちが所属する“ 悪の組織 ”が現在進行形で日本を滅ぼそうと陰謀を企てている」という「大予言」を観客に示す、多分にプロパガンダ的な意図が見えるものになっている。クライマックスにおいて、“ なぞの怪獣 ”が天弓ナイトの命を奪う場面はかなりショッキングに表現されており、上映した映画館では多くの観客が悲鳴をあげた。
劇中で描かれた“ 悪の組織 ”は直接的に呼称されていないが、多くの観客は超人課の事と察し、やがて大規模な非難・中傷行為が発生した。

## 年表
神化の日時は本編のほか、公式サイト＞SPECIAL＞神化年表も参照（昭和の出来事はあくまでも参考記載。全てに明確な元ネタがある訳ではない）。
| 年                                   | 月日                  | 出来事 | 話           | 昭和の同時期における出来事 |
| 本編開始前                           | 本編開始前            | 本編開始前 | 本編開始前   | 本編開始前 |
| ------------------------------------ | --------------------- | --- | ------------ | --- |
| 天正年間                             | 不明                  | 鐵假面剱士・影胡摩と竜神アサヒがゼスサタンを封印する。 | 19話         | |
| 寛永年間                             | 不明                  | 影胡摩が南方の大陸に上陸する。 | 19話         | |
| 明治41年                             | 6月                   | 帝政ロシアに巨大隕石が落下するも被害は出ず。落下地点で赤ん坊が発見される。 | 24話         | |
| 神化14年                             | 10月                  | 人吉孫竹、インド洋の島にてガゴンと接触。 | 4話          | |
| 神化16年                             | 12月                  | 畑山稔、志願兵として出征、ハワイでの戦闘において米軍に何度も銃撃されるも死亡しなかったため、結果的に捕虜となる。 | 9話          | 太平洋戦争勃発。 ハワイで真珠湾攻撃が行われ、特殊潜航艇甲標的の乗員だった酒巻和男少尉が捕虜となる。 |
| 神化17年                             | 8月                   | 米軍とアメリカの超人たちが共同でガゴンを攻撃する。 | 4話          | ガダルカナル島の戦いが勃発。 |
| 神化19年                             | 3月                   | 生田研究所が二体一組の人造人間（男型・丁號と女型・乙號）を開発。丁號は一兵卒として南方に派遣され、乙號は消息不明となる。 | 3話          | |
| 神化20年                             | 8月                   | 終戦直前の広島に米軍の爆撃機「ENOLA GAY」が新型爆弾を投下するも被害は出ず、同機は墜落。人吉孫竹、現場の中心に一人きりで泣く無傷の乳児（後の人吉爾朗）を発見する。 | 13話         | B-29「エノラ・ゲイ」が広島に原子爆弾「リトルボーイ」を投下。広島が焦土と化す。 太平洋戦争、日本の敗北で終戦。 |
| 神化21年                             | 2月                   | 里見義昭、孫竹に「新型爆弾」が爆発した歴史が存在する可能性を示唆（爾朗の幻視）。 | 21話         | |
| 神化26年                             | 4月                   | アースちゃんが活躍を開始する。 | 4話          | 『鉄腕アトム』の前身となる『アトム大使』が連載が始まる。 |
| 神化29年                             | 11月                  | 9歳の爾朗が力を暴走させ、東京で怪獣騒動が発生。笑美、現場で見かけたピンナップから姿を写し現在の姿に。 | 4話 ・ 21話  | 東宝の怪獣映画『ゴジラ』公開。 |
| 神化33年                             | 9月                   | 某・研究所においてガゴンの心臓から身体を大部分復元することに成功、「ギガントゴン」と名付けられる（爾朗の幻視）。 | 22話         | フラフープが日本で販売開始、大ブームとなる。 |
| 神化34年                             | 1月                   | 国際陰謀団がギガントゴンを奪い、東京を蹂躙。 | 4話 ・ 22話  | 『月光仮面』放送中。 |
| 神化34年                             | 1月                   | ギガントゴン、天弓ナイトによって倒される。ガゴン（小）、博之少年に発見される。 | 4話          | 『月光仮面』放送中。 |
| 神化38年                             | 3月                   | 牧大鉄君誘拐事件が発生。主犯と目された天弓ナイトは焼死。後に爾朗は「クロード」によって、天弓ナイトを殺めた「真犯人」を幻視する。 | 8話 ・ 22話  | 東京都台東区で吉展ちゃん誘拐殺人事件発生。10月テレビアニメ第1作『鉄人28号』放送開始。『8マン』連載開始。 |
| 神化39年                             | 10月                  | ハワイの米軍基地への攻撃ミッションを拒否したガルボイが、ソ連上層部を批判し左遷される。批判の際に「（前略）地球は美しい」との言葉を残す。 | 12話         | ソ連の宇宙船ボスホート1号が打ち上げられる。『東京オリンピック』開催。1月テレビドラマ『忍者部隊月光』放送開始。7月漫画『サイボーグ009』連載開始。同年「カムイ伝」連載開始。 |
| 神化40年                             | 7月                   | 武装強盗ダイヤイーター宝石店を襲撃。アースちゃんと戦闘。 | 7話          | 少年ライフル魔事件発生。1月テレビアニメ『スーパージェッター』放送開始。同年1月『オバケのQ太郎』連載開始および同年8月テレビアニメ放送開始。同年5月テレビアニメ『宇宙エース』放送開始。同年10月テレビドラマ『スパイキャッチャーJ3』放送開始。同年12月テレビアニメ『戦え!オスパー』放送開始。 |
| 神化41年                             | 1月                   | 福島に怪獣出現、爾朗、笑美、兵馬の目の前でグロスオーゲン出現、怪獣とともに位相空間へ。 | 4話          | 特撮テレビドラマ『ウルトラQ』放送開始。海外テレビドラマ『インベーダー』放送開始。 |
| 神化41年                             | 2月                   | 武装強盗団ダイヤイーター壊滅。 | 7話          | |
| 神化41年                             | 6月30日               | 「四人組」日本武道館にて来日公演。爾朗と笑美が来場。前座で演奏を行ったマウンテンホースが超人の力に目覚める。 | 6話          | ビートルズ日本公演。ザ・ドリフターズが前座を務める。 |
| 物語本編開始（爾朗、超人課所属時代） |                       | |              | |
| 神化41年                             | 7月                   | 銀座の喫茶店でバイト中の輝子に爾朗が接触。グロスオーゲンとS遊星人の戦闘。グロスオーゲン、自星に帰還 | 1話          | 特撮テレビドラマ『ウルトラマン』および『マグマ大使』放送開始。『魔法使いサリー』連載開始。 |
| 神化41年                             | 8月                   | 怪獣事件頻発。秘密探偵BL団活動再開。白田晃 / S遊星人が目撃される。 | 4話          | 第一次怪獣ブームが起こる。 |
| 神化41年                             | 8月                   | 黒い霧現象発生。風郎太、銀座のデパートでカムペを救出。爾朗、輝子に取り押さえられ超人課と接触、それに志願し強引にメンバー入り。タルタロス蟲人は風郎太の活躍でカムペを残して全滅。 | 2話          | 政界の大規模な汚職騒動「黒い霧事件」が起きる。同年9月、荒木一郎「空に星があるように」発表 |
| 神化41年                             | 11月                  | 爾朗、輝子、風郎太、日本怪獣電波社と接触。 | 4話          | 特撮テレビドラマ『怪獣ブースカ』放送開始。テレビアニメ「とびだせ！バッチリ」放送開始。 |
| 神化42年                             | 2月                   | 八束重工連続襲撃事件。柴来人とエクウスが戦闘。興梠美枝子 / 人造人間乙號、新宿・淀橋浄水場跡にて自爆（のちに自爆を偽装して機能停止したと判明）。 | 3話          | 東京国際空港に時限爆弾が仕掛けられる。 |
| 神化42年                             | 4月                   | マスターウルティマが火星から帰還。宇宙怪獣の軍事利用開始。秋田、内畑、島津、日本怪獣電波社の切り捨てを決定。爾朗、ビッグガゴンと戦闘になり力を解放。 | 4話          | 特撮テレビドラマ『キャプテンウルトラ』放送開始。『仮面の忍者赤影』放送開始。テレビアニメ『マッハGoGoGo』、『キングコング』、『パーマン』放送開始。同年5月漫画『ジャイアントロボ』連載開始。                                                                                                |
| 神化42年                             | 7月                   | 米軍、事故で死亡した怪獣兵器を喜界島近海に投棄。兵馬と風郎太がそれを探索するが、松本に回収されたあとで発見できず。 | 5話          | 沖縄近海A-4水没事故が起きる。特撮ドラマ『コメットさん』放送開始。 |
| 神化42年                             | 8月7日                | 松本の捜索中、学生運動家の集会にて爾朗が博之に薬を投与され、搭乗していたエクウスと共に暴走。 ガゴン（小）が活性薬を注射された怪獣兵器に捕食されメガゴン誕生。暴走状態のエクウスと戦闘。 | 5話          | 東宝の怪獣映画『キングコングの逆襲』（7月22日公開）公開中。特撮テレビドラマ『光速エスパー』放送開始。 |
| 神化42年                             | 8月7日深夜 ｜ 8日未明 | 学生運動家による平和行進にメガゴンが参加するが超人課の作戦により暴走。大暴れしたところをエクウスにとどめを刺される。 | 5話          | 米軍燃料輸送列車事故が発生。 |
| 神化42年                             | 9月                   | マスターウルティマと怪獣軍団を乗せた米空母がアースちゃんに寄港を阻まれる。 | 7話          | 佐世保エンタープライズ寄港阻止闘争が起きる。 |
| 神化42年                             | 10月                  | 風郎太、マウンテンホースに坊や（お付きの世話係）として接触。 | 6話          | |
| 神化42年                             | 10月                  | ウルと笑美が密会。ジュダス、刑期を終え出所。正義超人として第二の人生を歩み始める。アースちゃん、それを信じずジュダスを襲撃。 | 7話          | |
| 神化42年                             | 10月                  | 日本のDFE参加のため首相が国連の空中会議室「クラウドフォーム」へ。それに対する反対デモにジュダスが参加。警察との小競り合いにより若者一名が死傷する事態になる（「羽田事件」）。 | 7話          | ベトナム戦争に協力する佐藤栄作首相の訪米阻止デモ「羽田事件」発生。スパイダーズ「バンバンバン」発表。 特撮テレビドラマ『ウルトラセブン』放送開始。特撮テレビドラマ『ジャイアントロボ』放送開始。英国で特撮人形劇『キャプテン・スカーレット』放送開始。                                      |
| 神化42年                             | 10月                  | 川崎のエーテル工場で爆発事故発生。隣接した家屋に住んでいた畑山・森野家の6人が駆けつけた救急車を強奪し逃走、行方をくらませる。 | 9話          | |
| 神化42年                             | 11月                  | エンジェルスターズ、芸能界デビュー。帝都広告社、杉本プロ、大永製菓による超人化抑制実験計画、マウンテンホースによる大永製菓襲撃事件によって頓挫。ディー死亡。 | 6話          | |
| 神化42年                             | 12月                  | 星野輝子、府立八方高校の教諭・長川神と接触。薬菜をもらう。 | 12話         | |
| 神化43年                             | 1月                   | 神田で学生運動家による占拠事件。秘密探偵BL団が突入し依頼対象一人だけを連れ去る。 | 8話          | 特撮ドラマ『アゴン』放送開始。漫画「あしたのジョー」連載開始。漫画「タイガーマスク」連載開始。テレビアニメ『ゲゲゲの鬼太郎（第1期）』放送開始。東大医学部無期限スト突入。『東大闘争』が始まる。                                                                                            |
| 神化43年                             | 1月                   | ルシファーの瞳が活動を再開。天弓ナイトの遺品を次々に狙う。超人課の活躍で正体が判明。秋田と島津の裏取引。 | 8話          | |
| 神化43年                             | 2月                   | 九州で最大震度六の地震が発生する。 | 小説         | テレビアニメ『わんぱく探偵団』放送開始。九州えびの地震発生。 |
| 神化43年                             | 3月                   | 輝子、お見合いに行く事になる。若い女性を狙った超人による連続殺人事件発生する。及び子供の超人によるイタズラ騒ぎが起こる。超人課、両事件の調査に乗り出す。ジョナサン・バレルが米陸軍兵士として戦争に参加する。東南アジア某国で、JOE部隊が現地ゲリラ超人たちと交戦。非武装の一般現地民が相当数巻き添えとなり死亡する。 | 小説・20話   | ベトナムでソンミ村虐殺事件発生。 |
| 神化43年                             | 4月                   | 非合法的正義執行集団インフェルナル・クイーン（IQ）が日本に襲来、東京銀座付近で超人課へ対し「正義執行」。超人課と国家公共保安部所属の対超人部隊が応戦。 この戦闘中、IQリーダー・アキラが芳村兵馬に倒される。 | 10話         | 特撮テレビドラマ『マイティジャック』放送開始。『ファイトだ!!ピュー太』放送開始。アクションドラマ『キイハンター』放送開始。『怪物くん』放送開始。 |
| 神化43年                             | 6月                   | 米海軍の超人型潜水艦アンタレス号が横須賀に寄港。エンジェルスターズが米軍関係者限定のクローズドコンサートを行う。 コンサート中、怪剣クロードが出没しアンタレス号を断裁、アンタレス号内部が外部にさらされ、超人を利用した非人道的兵器であることが世間に明らかになる。                                                 | 11話         | 小笠原諸島が日本に返還される。 米海軍の原子力潜水艦スコーピオンの沈没事故が発生。 |
| 神化43年                             | 8月                   | 輝子、札幌の病院へ赴く。病院内で怪剣クロードが医師らを惨殺する光景を目撃、魔女へと変貌しクロードと対峙。 のちにSPRらの調査により、超人を被験者とする非道な実験が明らかに。 | 11話         | 札幌医科大学で和田心臓移植事件が発生。8月14日、松竹株式会社、大群の空飛ぶ円盤の怪物を題材にした『吸血鬼ゴケミドロ』公開。同年9月『怪奇大作戦』放送開始。 |
| 神化43年                             | 8月                   | 府立八方高校にガルボイが墜落。南零一（超能キッカー）、怪剣クロードと出会い国家の横暴を知る。爾朗、クロードの正体と超人課設立時に起こった謀略を知る。秋田課長、クロードに殺害され「死亡」。 | 12話         | ユーリイ・ガガーリン墜落死。 |
| 神化43年                             | 10月21日              | 夕刻より若い学生が中心となった「超人主義者」たちの大規模デモ発生。超人課・警察機動隊（来人含む）・対超人部隊が鎮圧を図る。 煽動者クロードと爾朗が奇Χで戦闘、最終的にクロードが倒される。 | 13話         | 後年「新宿騒乱」と呼ばれる大規模な暴動事件が発生。テレビドラマ『バンパイア』放送開始。『河童の三平 妖怪大作戦』放送開始。テレビアニメ『妖怪人間ベム』放送開始。日米合作のテレビアニメ『ジョニーサイファー』放送開始。                                                                      |
| 神化43年                             | 10月某日              | 国会で「機能秘密法」改正法案が賛成派とされていた三矢議員の突然の翻意により、反対多数で否決される。 | 13話         | |
| 神化43年                             | 10月某日              | 人吉爾朗、超人課から離反。以後、独自の行動を開始する。 | 13話         | |
| 爾朗、独自活動時代                   |                       | |              | |
| 神化44年                             | 9月                   | 畑山稔、米軍から解放され帰国。家族の住む世田谷・桜新町付近で巨大な奇Χ兵器と複数の巨大超人たちが戦闘を行う。畑山・森野家の6人、稔との再会後に姿を消す。 | 9話          | |
| 神化44年                             | 10月                  | 浅草のキャバレー「ムーランルージュ」にてマウンテンホースのショー。爾朗と風郎太が接触。 | 6話          | 『8時だョ!全員集合』放送開始。テレビアニメ『タイガーマスク』および『サザエさん』放送開始。 |
| 神化44年                             | 12月                  | 「大阪地球博覧会」工事中のパビリオン内にて元・秋田（三矢議員）とフューマー2名が爾朗を罠に嵌め襲撃。最終的にフューマーは全員滅びその力のみが爾朗に与えられる。 爾朗、天弓ナイトのマスクに隠された真実を知る。 | 15話         | |
| 神化45年                             | 3月                   | 大阪地球博覧会が開催される。 | 15話         | 日本万国博覧会開催される。 |
| 神化45年                             | 4月                   | 輝子、大阪地球博覧会に訪れる。輝子、魔女の修行中の幼馴染と再会する。 | 漫画         | |
| 神化46年                             | 4月                   | 総武線内で輝子、風郎太と爾朗が接触。爾朗は白田晃 / S遊星人とともに逃亡。 | 1話          | 『第二次怪獣ブーム』および『変身ブーム』が起こる。特撮テレビドラマ『帰ってきたウルトラマン』および『仮面ライダー』放送開始。加藤和彦と北山修、「あの素晴らしい愛をもう一度」発表。 |
| 神化46年                             | 10月                  | 松本(地名）で対超人部隊の指揮による戦闘訓練を兼ね、超人警備保障の試作武装備品（奇Χ・アルクス）稼働テスト実施。外宇宙より鷲巣雄星が来日、胸襟を開き超人課にS遊星人捕獲作戦への協力を依頼する。 | 14話         | 特撮テレビドラマ『好き!すき!!魔女先生』放送開始。『スペクトルマン』放送中。テレビアニメ『ゲゲゲの鬼太郎（第2期）』放送開始。『スカイヤーズ5』放送開始。『ルパン三世』放送開始。 |
| 神化46年                             | 11月                  | S遊星人捕獲作戦発動、作戦は成功しS遊星人および同化した白田晃が生田研究所跡地に監禁される。爾朗、白田を救うため研究所に侵入。エクウスも奪取して共に脱出。交戦中、鷲巣が柴来人の「暴走」により破壊される。 | 14話         | |
| 神化46年                             | 11月                  | 元エンジェルスターズメンバー・遙アキが宇宙人連続斬殺事件を起こし一時的に爾朗が匿う。後に元同僚・ジャッキーの襲撃に遭い、同・クラウディアおよび同・ローズと共に逃避行に旅立つ。 爾朗、餞別に天弓ナイトのマスクをアキに渡す。                                                                                         | 15話         | 特撮ドラマ『シルバー仮面』放送開始。同年12月『ミラーマン』放送開始。 |
| 神化47年                             | 1月                   | 札幌で大規模な「人体開花現象」発生。解決を依頼された超人課が出張。事態は拡大し「人体森化現象」へと発展。シャンツェのテストジャンパー・雨戸幸一の「超人」的な尽力により事態は収拾する。 | 16話         | |
| 神化47年                             | 2月                   | グアムに隠れていた日本兵が帰国。同時に帰国した半田馨 / 人造人間丁號を鋼鉄探偵ライト（柴来人）が奪取。新宿副都心予定地にて、丁號と乙號が合体、人造合体メガッシン起動。爾朗、爾朗についたメガッシンとライトが戦闘。                                                                                                   | 3話          | 横井庄一元軍曹がグアムより帰国。同年7月、特撮テレビドラマ『人造人間キカイダー』放送開始。 |
| 神化47年                             | 2月                   | 冬期国際スポーツGP札幌大会が開幕。スキージャンプ男子部門に出場した日本代表選手三名（スリーバードメン）が金・銀・銅メダルを独占、国民的なスター超人となる。 | 16話         | 札幌オリンピック開幕。俗に言う「日の丸飛行隊」が大活躍を見せる。長野県の東部で活動家たちによる「人質発砲立てこもり事件」発生。 |
| 神化47年                             | 3月                   | 立てこもりを行った超人革命軍強硬派のアジトから複数の遺体が見つかる。超人の取り締まりがより過激になる。爾朗、代々木の「柴探偵事務所」を（ライトに無断で）訪問。大人気の新食品（カップ入りインスタントヌードル）を食べながら雑談する。                                                                                | 14話         | 前年に発売開始していたカップヌードルが、この頃より爆発的な人気を博し、品切れ続出となる。 |
| 神化47年                             | 4月                   | 爾朗、メガッシン、ジュダスが生田研究所分館を襲撃、安置されていたアースちゃんを奪取。その再起動に着手。 | 7話          | 漫画『アトム還る』連載開始。特撮テレビドラマ『ウルトラマンA』、『超人バロム・1』、『怪傑ライオン丸』、『変身忍者嵐』放送開始。 |
| 神化47年                             | 10月                  | 石川（地名）にて爾朗と再起動に成功し行動を共にしていたアースちゃんが、大量の破壊された仮面を発見。待ち構えていた兵馬、大鉄（レックスFE）と戦闘に。 | 8話 ・ 18話  | 10月特撮ドラマ『アイアンキング』放送開始。10月テレビアニメ『科学忍者隊ガッチャマン』放送開始。ロボットアニメ『アストロガンガー』および『マジンガーZ』放送開始。 |
| 神化47年                             | 10月                  | 東京・府中において超人護送車をライトが襲撃。脱走超人・ジャックフラッシュが乗合バスの乗客を人質に逃走を図る。乗客の一人・若村一勇が超人病を発症しこれを撃退。以降「ニンゲンマン」として活動を開始する。 | 18話         | ジャイアントパンダが来日。特撮ドラマ『突撃!ヒューマン!!』放送開始。『デビルマン』同年6月漫画版連載開始および7月テレビアニメ版放送開始。テレビアニメ版『ど根性ガエル』放送開始。 |
| 神化47年                             | 11月                  | 北陸の鉄道トンネルで火災事故発生。鬼野笑美、大妖怪デビラからの「警告」の可能性を察し、風郎太と共に超大深度地下へと赴く。 | 17話         | 国鉄の北陸トンネル内で列車火災発生（北陸トンネル火災事故）。多数の死傷者を出す大惨事となる。ジャイアントパンダが一般公開される。 |
| 神化47年                             | 11月                  | 新宿に妖怪少年デビロ出没。人々を声で魅了する。対超人部隊が捕縛を試みるも爾朗・超人課と三すくみに。デビロの姉・デビラが彼を迎えに登場。天へと飛翔していく。 | 17話         | [ 注 49 ] |
| 神化47年                             | 12月                  | 若村の自宅付近に大量発生していたセイタカアワダチソウ亜種が超人病撲滅のため焼却処理されそうになる。若村、「ニンゲンマン最後の戦い」に臨む。同日、同じ地でタルタロス蟲人女王・カムペが成態に羽化。亜種を消滅させて飛び去る。                                                                                          | 18話         | 大晦日の第23回NHK紅白歌合戦において、平田隆夫とセルスターズが同年のヒット曲「ハチのムサシは死んだのさ」を歌う。『突撃!ヒューマン!!』最終回を迎え、終了直後再放送されるもマスターテープ消失のため再放送できなくなる。                                                                       |
| 神化48年                             | 3月                   | 南極大陸で日本の探検隊が氷漬けになった「戌耳の少女」を発見する | 19話         | 『魔人ハンター ミツルギ』放送終了。 |
| 神化48年                             | 8月                   | カムペが風郎太を襲撃、爾朗に助けられる。 風郎太、カムペの仲間を自分が滅ぼしたことを知り、以後しばらく超人課に出て来なくなる。 | 2話          | 4月特撮ドラマ『ウルトラマンタロウ』放送開始。同年10月特撮ドラマ『イナズマン』放送開始。『劇画・オバQ』掲載。同年12月映画「日本沈没」公開。 |
| 神化48年                             | 9月                   | 戌耳少女・影胡摩が日本に移送され復活する。 | 19話         | |
| 神化48年                             | 9月                   | 影胡摩、高松塚古墳周辺でゼスサタン・竜神アサヒの封印を解こうとする。爾朗たちと超人課メンバー数名がこれを阻止。影胡摩は再び旅に出る。 | 19話         | 特撮ドラマ『風雲ライオン丸』が本放送の最終回をむかえる。 |
| 神化48年                             | 9月                   | 日本国首相・立花繁に「超人疑惑」発生。特大の政局混乱が起こるが政権は何とか堅持する。 | 19話         | |
| 神化49年                             | 6月                   | 超人警備保障、国の要請で米国よりスーパーロボット・NUTSを輸入、試験運用を開始する。 | 21話         | ロボットアニメ『ゲッターロボ』放送開始。 |
| 神化49年                             | 6月                   | 新宿の旧・花鳥堂付近で元IQメンバー・マリがNUTSテストパイロットとして半ば拉致同然に「スカウト」される。 | 21話         | |
| 神化49年                             | 7月                   | 米軍横田基地よりJOE隊員ジョナサンが脱走、爾朗とライトが母国帰還を幇助する。潜伏していた廃店舗で追撃してきたJOE隊員たちと交戦後、逃亡。 | 20話         | |
| 神化49年                             | 7月                   | 大蔵経寺山付近に逃れていたジョナサンが暴走、日本人数名を殺害後、JOE隊長カロルコに殴殺され死亡。 | 20話         | |
| 神化49年                             | 8月                   | NUTSを輸送する列車をライトとヒカリナイトが襲撃。東﨑倫子、NUTSに乗り込み応戦中、劇物燃料BDが漏れヒカリナイトが重症を負う。 | 21話         | |
| 神化49年                             | 8月                   | 爾朗と倫子、元・花鳥堂で密会。爾朗、倫子が持ってきたNUTS操縦用ヘルメットを被り「クロード」と対話、過去の出来事を幻視する。 | 21話 ・ 22話 | 映画『ノストラダムスの大予言』が公開される。 |
| 神化49年                             | 8月                   | 東京駅前にて公開されていたNUTSをライトと白田晃が襲撃しようと近付く。NUTSとレックスFE、「クロード」によって暴走。強化エクウス・S遊星人らにより周辺ビルの破砕した窓ガラスの粉末を食い止められるも大惨事となる。死者8名負傷者多数。                                                                                    | 22話         | 三菱重工ビル爆破、8名の死者と376名の負傷者が出る。周辺ビルの窓ガラスが破壊、粉末化し降り注ぎ、道往く人の被害を広げた。 |
| 神化49年                             | 9月                   | 鉄道で輸送中のNUTS、台風によって損壊した鉄橋から輸送列車ごと川に落下、流されて行方不明となる。 | 22話         | 『マジンガーZ』最終回を迎える。台風により多摩川が決壊する。 |
| 神化49年                             | 12月                  | 映画『日本大予言』が全国で封切り。映画の内容を信じた国民から超人課に対し強烈な非難の声が上がり、課は活動休止に追い込まれる。 | 22話         | |
| 神化49年                             | 12月                  | 爾朗、大晦日に実家に赴き、千夏が「お暇を貰い」故郷へ帰る所に出くわす。孫竹と数年ぶりに直接対面し会話した後、再び姿を消す。 | 23話         | |
| 神化50年                             | 7月                   | 世界初、超人を主役にした地球博覧会「沖縄超人博覧会」が開幕する。 | 23話         | 7月、沖縄国際海洋博覧会が開催。巨大建造物・アクアポリスが主会場となる。『宇宙の騎士テッカマン』放送開始する。 |
| 神化50年                             | 10月                  | 「沖縄超人博覧会」会場（ウルティマポリス）を、鬼野笑美が急襲、迎え撃ったマスターウルティマ死亡。笑美、拘束されていた「人外超人」たちを解放し立てこもる。 | 23話         | 『アクマイザー3』『タイムボカン』『鋼鉄ジーグ』『UFOロボ グレンダイザー』放送開始。 |
| 神化50年                             | 11月                  | この頃、超人課が正式に廃止（閉鎖）される。 | 23話         | |
| 神化50年                             | 11月                  | 超兵戦士隊発足。全国で危険認定された超人の一斉検挙が行われる。超人課と関わりを持った超人たちが次々と拘束される。爾朗、秘密裏にウルティマポリスに招かれ笑美と対話、全ての「超人」を敵に回すことを決意する。 | 23話         | 同年、特撮ドラマ『秘密戦隊ゴレンジャー』放送開始。 |
| 神化50年                             | 11月                  | 超兵戦士隊によってアースちゃん・ライトが倒され、機能停止。 | 23話         | |
| 神化50年                             | 11月                  | 爾朗、「超人」との戦いを止めさせようとするS遊星人（白田晃）を倒し、全世界に向けウルティマポリスを「人外超人」安住の地と定め、自由を認めるよう各国に要求声明。 | 23話         | |
| 神化51年                             | 2月                   | 超兵戦士隊入りした元・超人課メンバーほか世界各地の「超人」たちが沖縄に向かう。 | 23話         | |
| 神化51年                             | 2月                   | ウルティマポリスにて人外超人たちと超兵戦士隊が大規模な戦闘行為を繰り広げる。帝告の里見が混乱に乗じ秘密計画を実行しようとする。爾朗たち、これを阻止しようと里見と戦う。 | 24話         | |
| 神化51年                             | 2月                   | ウルティマポリス近海にて異界に繋がる「門」が開く。ほとんどの人外超人たち、ウルティマポリスと共に「向こう側の世界」へと旅立つ。 | 24話         | |
| 神化53年                             | 4月                   | 超人ブームが起こる。コンクリートの塊の街角。風郎太、輝子と再会。超人と人間たちはそれぞれの人生を生き、新たなる進化を始めていく。 | 24話         | 昭和53年にタイトーより『スペースインベーダー』が発売される。『闘将ダイモス』放送開始。『SF西遊記スタージンガー』放送開始。『未来少年コナン』放送開始。『スターウルフ』放送開始。『UFO大戦争 戦え! レッドタイガー』放送開始。SF映画『宇宙からのメッセージ』公開される。                     |
| 未来時代                             |                       | |              | |
| 25世紀                               |                       | タイムパトロール隊員スーパージャガー、自由歴史主義者の陰謀を阻止する任務を受け、神化43年にタイムワープ。 | 10話         | |
| 25世紀                               |                       | 芳村兵馬、未来に送られる。 | 24話         | |

## スタッフ
- 原作 - BONES・會川昇
- 監督 - 水島精二
- 監督補佐 - 黒川智之
- キャラクターデザイン・総作画監督 - 伊藤嘉之
- キャラクター原案・コンセプトデザイン - いとうのいぢ、氷川へきる、平尾リョウ
- SFデザインワークス - 海老川兼武、柳瀬敬之、渭原敏明、松本秀幸
- メカニック作画監修 - 大塚健
- 美術設定 - 二嶋隆文
- 美術監修 - 松本浩樹
- 美術監督 - 平間由香
- 色彩設計 - 竹澤聡
- 撮影監督 - 林コージロー（第1期）→齊藤崇夫（第2期）
- CGI監督 - 安東容太
- 編集 - 吉武将人
- 音響監督 - 三間雅文
- 音楽 - 石濱翔、帆足圭吾、山本陽介
- 音楽制作 - ランティス、I WILL
- 音楽プロデューサー - 伊藤善之、斎藤滋
- チーフプロデューサー - 藤澤宜彦
- プロデューサー - 大薮芳広、中路亮輔、高梨実、小岐須泰世、柳村努、保坂拓也、金子広孝
- アニメーション制作 - ボンズ
- 製作 - コンクリートレボルティオ製作委員会（バンダイビジュアル、アニメコンソーシアムジャパン、ボンズ、博報堂DYメディアパートナーズ、アニマティック、ランティス、TOKYO MX）

## 主題歌・挿入歌
オープニングテーマ
「カタラレズトモ」（第1話 - 第13話）
作詞・作曲・編曲・歌 - ZAQ
「割レル慟哭」（第14話 - 第23話）
作詞・作曲・編曲・歌 - ZAQ

エンディングテーマ
「The Beginning」（第1話 - 第4話、第6話 - 第12話）
作曲・編曲・音楽 - 山本陽介
「ALL-WAYS」（第14話 - 第23話）
作詞 - 松井洋平 / 作曲・編曲 - 山本陽介 / 歌 - 山本陽介 feat. 玉置成実
「THE LAST SONG」（第24話）
作詞 - ZAQ / 作曲・編曲 - 山本陽介 / 歌 - 山本陽介 feat. 玉置成実

挿入歌
本作の時代背景の原典となっている昭和40年代の流行歌を現代風にアレンジ、著名アーティストが歌うカバーソングとして各エピソードで随時流す予定（一部の回では本作オリジナルソングも流れる）。
2015年12月23日には、第1期の挿入歌をまとめたコンピレーションCDアルバム「『コンクリート・レボルティオ〜超人幻想〜』神化・傑作曲集」がリリース。
翌2016年6月29日には、第2期の全挿入歌および2期用BGM を1パッケージ化した「TVアニメ『コンクリート・レボルティオ〜超人幻想〜 THE LAST SONG』COMPOSITE ALBUM」がリリースされた。
「あの素晴しい愛をもう一度」（第1話）
作詞 - 北山修 / 作曲 - 加藤和彦 / 編曲 - Shingo Suzuki / 歌 - 川本真琴
「空に星があるように」（第2話、第16話）
作詞・作曲 - 荒木一郎 / 編曲 - TECHNOBOYS PULCRAFT GREEN-FUND / 歌 - 宇都宮隆
「青年は荒野をめざす」（第3話）
作詞 - 五木寛之 / 作曲 - 加藤和彦 / 編曲 - 冨田謙 / 歌 - 西寺郷太
「風が泣いている」（第5話）
作詞・作曲 - 浜口庫之助 / 編曲・歌 - 日高央
「幻想レボリューション」（第6話）
作詞 - 松岡英明 / 作曲・編曲 - TECHNOBOYS PULCRAFT GREEN-FUND / 歌 - マウンテンホース（TECHNOBOYS PULCRAFT GREEN-FUND feat. 松岡英明）
「小さいグラス」（第6話、第11話、第13話）
作詞・作曲・編曲 - CMJK / 歌 - エンジェルスターズ（ささかまリス子、上花楓裏、キャンディスン、舞川みやこ、思春ももせ）
「Time Slipper」（第6話）
作詞・作曲・編曲・歌 - 石田ショーキチ
劇中では「四人組」が歌う曲として流れる。
「バンバンバン」（第7話）
作詞・作曲 - かまやつひろし / 編曲・歌 - 曽我部恵一
「恋愛アノニマス」（第11話、第24話）
作詞・作曲・編曲 - 浅田祐介 / 歌 - エンジェルスターズ（ささかまリス子、上花楓裏、キャンディスン、舞川みやこ、思春ももせ）
「自由に歩いて愛して」（第13話）
作詞 - 安井かずみ / 作曲 - 井上堯之 / 編曲 - 佐藤洋介 / 歌 - 杏子
「自由に歩いて愛して」（第13話）
作詞 - 安井かずみ / 作曲 - 井上堯之 / 編曲 - CMJK / 歌 - エンジェルスターズ（ささかまリス子、上花楓裏、キャンディスン、舞川みやこ、思春ももせ）
「出発の歌」（第14話）
作詞 - 及川恒平 / 作曲 - 小室等 / 編曲 - CMJK / 歌 - CUTEMEN
「小さいグラス -Resentment ver.-」（第15話）
作詞・作曲・編曲 - CMJK / 歌 - キャンディスン
「ハチのムサシは死んだのさ」（第18話）
作詞 - 内田良平、むしふしチコ / 作曲 - 平田隆夫 / 編曲 - 2ANIMEny DJs / 歌 - 真山りか
「東へ西へ」（第19話）
作詞・作曲 - 井上陽水 / 編曲 - TECHNOBOYS PULCRAFT GREEN-FUND / 歌 - 浅岡雄也
「時の過ぎゆくままに」（第21話）
作詞 - 阿久悠 / 作曲 - 大野克夫 / 編曲 - 高野健一 / 歌 - デーモン閣下
「およげ！たいやきくん」（第23話）
作詞 - 高田ひろお / 作曲 - 佐瀬寿一 / 編曲・歌 - 寺岡呼人
「さよならアメリカ さよならニッポン」（第23話）
作詞 ・作曲 - 細野晴臣、大瀧詠一、鈴木茂、松本隆 / 編曲・歌 - 高野寛
「いい日旅立ち」（第24話）
作詞・作曲 - 谷村新司 / 編曲 - 千葉"naotyu-"直樹 / 歌 - 相川七瀬

## 各話リスト
| 話数   | サブタイトル               | 脚本       | 絵コンテ                                   | 演出                    | 作画監督                                  | メカ作画監督 |
| 第1期  | 第1期                      | 第1期      | 第1期                                      | 第1期                   | 第1期                                     | 第1期        |
| ------ | -------------------------- | ---------- | ------------------------------------------ | ----------------------- | ----------------------------------------- | ------------ |
| 第1話  | 東京の魔女                 | 會川昇     | 水島精二、大塚健 村木靖                    | 黒川智之                | 伊藤嘉之                                  | 大塚健       |
| 第2話  | 『黒い霧』の中で           | 會川昇     | 山本秀世                                   | 大嶋博之                | 稲留和美                                  | -            |
| 第3話  | 鉄骨のひと                 | 會川昇     | 久保田雄大                                 | 亀井治                  | 小平佳幸                                  | 横屋健太     |
| 第4話  | 日本『怪獣』史 前篇        | 會川昇     | 黒川智之                                   | 孫承希                  | 塚本知代美、西島翔平                      | 三谷高史     |
| 第5話  | 日本『怪獣』史 後篇        | 會川昇     | 黒川智之、三條なみみ 大塚健、水島精二      | 黒川智之                | 斉藤英子                                  | 長野伸明     |
| 第6話  | やつらはいつでも笑ってる   | 會川昇     | 吉田徹                                     | 吉田徹                  | 上竹哲郎                                  | -            |
| 第7話  | 空も星も越えていこう       | 會川昇     | 工藤進                                     | 矢野孝典                | 村井孝司、三谷高史                        | -            |
| 第8話  | 天弓ナイトをだれもしらない | 會川昇     | 大塚健                                     | 大久保朋                | 森島範子                                  | 大塚健       |
| 第9話  | 果てしなき家族の果て       | 辻真先     | 吉田徹                                     | 孫承希                  | 稲留和美                                  | 横屋健太     |
| 第10話 | 運命の幻影                 | 會川昇     | 亀井治                                     | 亀井治                  | 小平佳幸、斉藤英子 森島範子、三谷高史     | 佐藤千春     |
| 第11話 | 正義/自由/平和             | 會川昇     | 黒川智之、水島精二 三條なみみ              | 大町生                  | 長谷部敦志、出雲誉明 中野彰子             | 長野伸明     |
| 第12話 | 八高超人墜落事件           | 會川昇     | 中村里美                                   | 矢野孝典                | 森島範子、村井孝司 青野厚司、ひのたかふみ | 長野伸明     |
| 第13話 | 新宿擾乱                   | 會川昇     | 京田知己、三條なみみ 黒川智、水島精二      | 大久保朋 水島精二（3D） | 稲留和美、三谷高史 斉藤英子、伊藤嘉之     | 大塚健       |
| 第2期  |                            |            |                                            |                         |                                           |              |
| 第14話 | 十一月の超人達             | 會川昇     | 三條なみみ                                 | 菱川直樹                | 森島範子                                  | 長野伸明     |
| 第15話 | 宇宙を臨むもの             | 會川昇     | 大塚健                                     | 大久保朋                | 小平佳幸、長谷部敦志                      | 大塚健       |
| 第16話 | 花咲く町に君の名を呼ぶ     | 中島かずき | 石平信司                                   | 前園文夫                | 中野彰子、小林一三 吉松孝博（雲・雷）     | -            |
| 第17話 | デビラとデビロ             | 辻真先     | 芦野芳晴                                   | 矢野孝典                | 三谷高史                                  | -            |
| 第18話 | セイタカアワダチソウ       | 會川昇     | 黒川智之                                   | 三宅和男                | 稲留和美、斎藤英子                        | 横屋健太     |
| 第19話 | 推参なり鐵假面             | 會川昇     | 三條なみみ                                 | 孫承希                  | 出雲誉明、村井孝司 山口光紀               | 長野伸明     |
| 第20話 | 終わりなき戦い             | 虚淵玄     | 大久保朋                                   | 大久保朋                | 森島範子、三谷高史                        | -            |
| 第21話 | 鋼鉄の鬼                   | 會川昇     | 大塚健                                     | 菱川直樹                | 小平佳幸、長谷部敦志 小田嶋瞳             | 大塚健       |
| 第22話 | 巨神たちの時代             | 會川昇     | 水島精二、黒川智之 村木靖                  | 黒川智之                | 斉藤英子、稲留和美 村井孝司               | 横屋健太     |
| 第23話 | 怪獣と処女（おとめ）       | 會川昇     | 石平信司                                   | 三宅和男 矢野孝典       | 出雲誉明、三谷高史 森島範子               | 長野伸明     |
| 第24話 | 君はまだ歌えるか           | 會川昇     | 黒川智之、大塚健 石平信司、松尾衡 水島精二 | 大久保朋 菱川直樹       | 伊藤嘉之、小平佳幸 長谷部敦志、小田嶋瞳   | 大塚健       |

## 放送局・配信
| 放送期間                 | 放送時間                     | 放送局     | 対象地域 | 備考                  |
| ------------------------ | ---------------------------- | ---------- | -------- | --------------------- |
| 2015年10月4日 - 12月27日 | 日曜 23:00 - 23:30           | TOKYO MX   | 東京都   | 製作委員会参加        |
|                          | 日曜 23:30 - 月曜 0:00       | KBS京都    | 京都府   |                       |
| 2015年10月5日 - 12月28日 | 月曜 0:30 - 1:00（日曜深夜） | サンテレビ | 兵庫県   |                       |
| 2015年10月7日 - 12月30日 | 水曜 0:30 - 1:00（火曜深夜） | BS11       | 日本全域 | BS放送 / 『ANIME+』枠 |

| 放送期間                | 放送時間                     | 放送局     | 対象地域 | 備考                      |
| ----------------------- | ---------------------------- | ---------- | -------- | ------------------------- |
| 2016年4月10日 - 6月19日 | 日曜 23:00 - 23:30           | TOKYO MX   | 東京都   | 製作委員会参加            |
|                         |                              | KBS京都    | 京都府   |                           |
| 2016年4月11日 - 6月20日 | 月曜 1:00 - 1:30（日曜深夜） | サンテレビ | 兵庫県   |                           |
| 2016年4月13日 - 6月22日 | 水曜 0:30 - 1:00（火曜深夜） | BS11       | 日本全域 | BS放送 / 『ANIME+』枠     |
| 2016年4月16日 - 6月25日 | 土曜 21:00 - 21:30           | AT-X       | 日本全域 | CS放送 / リピート放送あり |

※ 本放送前週には地上波・BS局のみ直前特番『上坂すみれ＆中村繪里子の25分でわかるコンレボクロニクル!!』を放送。
| 配信期間                      | 配信時間                   | 配信サイト         | 備考 |
| ----------------------------- | -------------------------- | ------------------ | --- |
| 2015年10月7日 -12月30日       | 水曜 2:00 （火曜深夜）更新 | GYAO!              | 第1話は常時無料。第2話以降は翌週の更新までは無料。                                                                                    |
| 2015年10月10日 - 2016年1月2日 | 土曜 12:00 更新            | YouTube            | 第1話を含め、期間限定で無料公開（第2話以降は翌週更新日までの限定公開）。 ※ 同サイト内「バンダイビジュアル公式チャンネル」での合法配信 |
|                               |                            | バンダイチャンネル | 第1話は常時無料。第2話以降は有料。有料会員のみ全話見放題                                                                              |

※ このほか、ニコニコ生放送でも第1期放送中・第2期放送前など、不定期に配信。
| 配信期間                | 配信時間                   | 配信サイト                           | 備考                                                       |
| ----------------------- | -------------------------- | ------------------------------------ | ---------------------------------------------------------- |
| 2016年4月13日 - 6月22日 | 水曜 1:00 （火曜深夜）更新 | GYAO!                                | 第1話は常時無料。第2話以降は翌週の更新まで期間限定配信。   |
| 2016年4月15日 - 6月24日 | 金曜 12:00 更新            | バンダイチャンネルほか有料配信サイト | 第1話は常時無料。第2話以降は有料。有料会員のみ全話見放題。 |
| 2016年4月18日 - 6月27日 | 月曜23:00                  | ニコニコ生放送                       |                                                            |

## BD
| 巻 | 発売日        | 収録話          | 規格品番  |
| -- | ------------- | --------------- | --------- |
| 1  | 2016年1月29日 | 第1話           | BCXA-1088 |
| 2  | 2016年2月24日 | 第2話 - 第4話   | BCXA-1089 |
| 3  | 2016年3月25日 | 第5話 - 第7話   | BCXA-1090 |
| 4  | 2016年4月22日 | 第8話 - 第10話  | BCXA-1091 |
| 5  | 2016年5月27日 | 第11話 - 第13話 | BCXA-1092 |
| 6  | 2016年6月24日 | 第14話 - 第16話 | BCXA-1093 |
| 7  | 2016年7月22日 | 第17話 - 第19話 | BCXA-1094 |
| 8  | 2016年8月26日 | 第20話 - 第22話 | BCXA-1095 |
| 9  | 2016年9月27日 | 第23話 - 第24話 | BCXA-1096 |

## Webラジオ
『コンクリート・レボ“レディオ”』は、2015年9月30日から2016年6月29日まで音泉にて配信されたWebラジオ番組。
パーソナリティは、星野輝子役の上坂すみれと風郎太役の中村繪里子。第14回まで毎週水曜日配信、第15回から第20回まで隔週水曜日配信、第21回から第33回（最終回）まで毎週水曜日配信。
ゲスト
- 第6回：石川界人（人吉爾朗役）
- 第8回・第9回：豊崎愛生（鬼野笑美役）
- 第12回：石川界人（人吉爾朗役）・水島精二（監督）
  - 2015年12月11日に行われた『「コンクリート・レボルティオ」最終回目前!!超人フライデーナイトSP』での公開録音の模様を放送。

- 第15回：大川透（ウル役）
- 第17回：豊崎愛生（鬼野笑美役）
- 第19回：會川昇（原作・シリーズ構成・脚本）
  - 2016年2月28日に行われた『超人たちのビッグショーin大阪』での公開録音の模様を放送。

- 第33回：水島精二（監督）

## 漫画
コンクリート・レボルティオ〜超人幻想〜
KADOKAWA発行『ヤングエース』2015年9月号から2016年7月号まで連載。作画はナイロンが担当。単行本は全2巻。内容は原作アニメとは異なっている。
1. 2015年10月26日発売、ISBN 978-4-04-103670-9
2. 2016年08月04日発売、ISBN 978-4-04-103934-2

コンクリート・レボルティオ 超人幻想 外伝 魔法少女天下御免！
講談社発行『月刊少年シリウス』2016年6月号から10月号まで連載。作画は名護ムツキが担当。シナリオ構成は鐘弘亜樹。単行本は全1巻。
いとうのいぢ原案によるコミックオリジナルの超人も登場。
1. 2016年09月27日発売、ISBN 978-4-06-390656-1

## 小説
超人幻想 神化三六年
會川昇著 ハヤカワ文庫JA刊 2015年9月17日発売、ISBN 978-4-15-031205-3
アニメ放映に先立ち、世界観を同一にしている小説「神化三六年のドゥマ」が『ミステリマガジン』（早川書房）2015年5月号と7月号に掲載され、後に『超人幻想 神化三六年』として刊行された。アニメ版の超人についても言及されているが、直接の前日譚という訳ではなく、独立した小説作品となっている。
『THE LAST SONG』第20話では、本作品に登場する猟約部隊について言及する場面がある。
2016年には同じく『ミステリマガジン』2016年5月号へ短編「神化一九年の塔地火（とーちか）」が掲載。「人吉孫竹」を主人公とした戦前日本のある出来事が描かれる。
コンクリート・レボルティオ 超人幻想 星野輝子のキケンなお見合い！
鐘弘亜樹著 講談社ラノベ文庫刊 2016年4月28日発売、ISBN 978-4-06-381525-2
作品時系列では、神化43年1月の「ルシファーの瞳事件」解決後の神化43年3月を舞台にした星野輝子が主人公を務めるアニメ本編の番外編小説。

## ソーシャルゲーム
コンクリート・レボルティオ〜超人乱舞〜
2015年12月11日よりGREEにて配信開始。2016年5月11日配信終了。